# Pandémie de Covid-19 en Italie
 (septembre 2020).
- 50 à 99
- 100 à 499
- 500 à 999
- 1000 à 4999
- 5000 à 9999
- ≥10000

La pandémie de COVID-19 en Italie, vient d'une maladie infectieuse émergente qui se serait propagée depuis le 30 janvier 2020, lorsque deux touristes chinois sont testés positifs au COVID-19 à Rome. 
Un groupe de cas de Covid-19 est ensuite détecté, à commencer par 16 cas confirmés en Lombardie le 21 février, 60 autres cas le 22 février et les premiers décès en Italie sont signalés le même jour. Au 28 février, il y avait 21 décès et 888 cas confirmés dans le pays,.
Plusieurs municipalités d'Italie du Nord sont placées en quarantaine dès fin février, la région est plus durement touchée que partout ailleurs dans l'Union européenne (UE) par la Covid-19. Pourtant c'était l'un des deux seuls pays d'Europe à suspendre tout vol direct à destination et en provenance de la république populaire de Chine et le premier à l'avoir fait, mais l'Union européenne a fait pression pour que les avions en provenance de Chine faisant escale à Francfort ou Roissy puissent pénétrer en Italie dès le 25 février, rendant inopérante la décision italienne.
Au 9 mars, le nombre de personnes testées positives à la maladie s'élève à 9 172, avec 463 morts, dont 333 morts en Lombardie, et 724 guérisons ; 10 % des contaminés en Lombardie font partie du corps médical.
Le 10 mars, tout le pays est placé en confinement : les déplacements sont limités dans le pays pour le travail, les soins de santé, acheter de la nourriture, et tout rassemblement est interdit sous peine d'amende ou de trois mois de prison. La barre des 10 000 cas est dépassée avec 10 149 personnes infectées, dont 631 morts. La Lombardie compte 5 791 cas et 468 morts.
Le 12 mars, la quarantaine nationale s'installe progressivement, 15 113 cas sont confirmés ainsi que 1 016 décès. Les autorités italiennes informent que le nombre réel de personnes infectées est beaucoup plus élevé, et ne peut être connu précisément. Le 19 mars, le nombre de morts en Italie (3 405 morts) dépasse celui enregistré en Chine (3 245 morts).
Au 17 novembre 2020, l’Italie recense 1 238 072 cas confirmés de Covid-19 et 46 464 morts, la Lombardie payant toujours le plus lourd tribut,
En décembre 2020, l'Italie passe la barre des 60 000 décès, selon les derniers chiffres des autorités italienne, la Covid-19 a fait 60 078 morts dans le pays depuis le début de l'épidémie. « Son taux de mortalité (nombre de morts par rapport au nombre de cas) s'élève à 3,47 %. Seule la Grande-Bretagne fait pire en Europe avec 3,55 % ».
Face à l'augmentation du nombre de cas en mars 2021, après la réouverture partielle des restaurants durant l'hiver 2021, le pays se résout à refermer une partie de ces lieux .
Le 8 mars 2021, l'Italie devient le premier pays de l'Union Européenne à franchir le seuil des 100 000 morts.
Et ce même mois, le général Francesco Paolo Figliuolo prend en main la campagne de vaccination et déclare faire une vaccination de masse à la fin mai 2021.

## Chronologie

### 2019: premiers cas et groupes à risque
Le 18 décembre 2019, des traces du virus de la maladie à coronavirus sont présentes dans les eaux usées de Turin et de Milan, mais par méconnaissance de ce nouveau virus et de cette nouvelle maladie ne seront détectées qu'en juin 2020.

#### Remise en cause de la chronologie
Sur la base de l'identification du premier cas, on a émis l'hypothèse que le virus circulait en Italie depuis janvier 2020. Cependant, la propagation rapide, le grand nombre de patients nécessitant une hospitalisation et un traitement en unité de soins intensifs, ainsi que la durée de la pandémie suggère que l'arrivée du virus et sa circulation en Italie sous une forme moins symptomatique pourraient être anticipées de plusieurs mois.
Une étude publiée en novembre 2020 portant sur la présence d'anticorps spécifiques au domaine de liaison au récepteur du SRAS-CoV-2 (RBD) dans des échantillons sanguins de 959 personnes asymptomatiques inscrites dans un essai de dépistage prospectif du cancer du poumon entre septembre 2019 et mars 2020 indique que des anticorps anti-SARS-CoV-2 RBD spécifiques ont été détectés chez 111 individus sur 959 (11,6 %), à partir de septembre 2019 (14 %), avec un groupe de cas positifs (> 30 %) au cours de la deuxième semaine de février 2020 et le nombre le plus élevé (53,2 %) en Lombardie. Cette étude montre une circulation très précoce inattendue du SRAS-CoV-2 chez des individus asymptomatiques en Italie plusieurs mois avant l'identification du premier patient, et clarifie l'apparition et la propagation de la pandémie de coronavirus 2019 (COVID-19).

### 2020
Le 28 janvier les premiers cas sont signalés en Italie à Rome, il s'agit d'un couple de touristes chinois arrivés dans le pays à l'aéroport de Milan cinq jours plus tôt.
Mais, il est probable que le virus a initialement circulé sans être détecté pendant plusieurs semaines par une autre chaîne d'infection.
À la mi-février, un homme malade de 38 ans cadre au sein de la société Unilever est détecté. Le 1er février, il avait dîné avec un collègue de travail de retour de Shanghai. Il est allé plusieurs fois voir son médecin de famille et son hôpital local, mais personne ne l'a examiné pour le virus parce qu'il n'était jamais allé en Chine auparavant. Il a infecté plusieurs personnes à son contact (sa compagne enceinte, des coéquipiers lors de parties de foot, des clients d'un bar) avant d'être isolé 36 heures plus tard, puis hospitalisé dans un état grave à Codogno. La presse italienne lui a donné le nom de « patient un »,.
Le 19 février, le club de football de l'Atalanta Bergame joue le match de 8e de finale aller de la Ligue des champions contre le club espagnol du FC Valence au stade San Siro à Milan, devant 40 000 Bergamasques et 2 500 supporters espagnols. Avant la rencontre beaucoup d'entre eux se sont déplacés dans Milan buvant des verres ensemble autour de la piazza del Duomo, avant de rejoindre San Siro en métro. Dans une interview donnée au Corriere dello Sport, Francesco Le Foche, médecin et immunologue à la Polyclinique Umberto I à Rome, considère que la tenue de ce match coïncide quelques jours plus tard avec le début de l'épidémie en Italie du Nord. Selon lui : « Il y a eu une expulsion rapide et importante de particules virales depuis les premières sorties d'air, comme la bouche et le nez. Des milliers de personnes, à deux centimètres l'une de l'autre, encore plus proches grâce à des manifestations compréhensibles de joie à travers les cris, les embrassades… Tout cela a favorisé la réplication virale ». La presse transalpine a donné à cette rencontre sportive le nom de « match zéro »,.
Ce match fut « une occasion de forte diffusion du virus », selon le maire de Bergame Giorgio Gori et un « accélérateur de la propagation » selon Walter Ricciardi, représentant de l'Italie à l'Organisation mondiale de la Santé (OMS). Une semaine après le match, le club de Valence annonçait 35 % de cas positifs, celui Bergame se plaçait en quarantaine et l'alerte était lancée par Massimo Galli, chef du service des maladies infectieuses à l'hôpital Sacco de Milan, tout en rappelant que l’épidémie avait commencé avant, dans les campagnes. Ses confrères Fabiano Di Marco et Francesco Le Foche dénoncent respectivement, une « bombe biologique » et un « match-zéro » de l'épidémie en Italie. Milan et Bergame deviennent ensuite les deux villes les plus impactées. Une semaine plus tard, le match de Ligue des champions qui voit l'Olympique lyonnais accueillir le 26 février la Juventus de Turin sera contesté par les maires de Décines et de Meyzieu, voisins du stade. Le docteur Marcel Garrigou-Grandchamp, juriste de la Fédération des médecins de France, demande son report car la Juventus draine en réalité des supporters dans toute l’Italie, y compris en Lombardie. Selon lui, une « explosion » des cas de Covid-19 a touché le Rhône, deux semaines après la rencontre OL Juventus. « La France n'a pas su tirer les leçons de l'exemple italien », dénonce-t-il.

#### Généralisation de l'épidémie

##### Vénétie
Le vendredi 21 février, le premier décès confirmé d'Europe a lieu à Vo'Euganeo, près de Padoue, où un homme de 78 ans meurt. Il n'y a alors que six cas confirmés au niveau national, qui passent à près de 150 le surlendemain. Les autorités ont soumis à des tests huit ressortissants chinois qui fréquentaient le même bar mais se sont révélés négatifs. Le président de la région Luca Zaia se dit par conséquent « préoccupé » que le patient zéro n'ait pas été trouvé et décide le 23 février l'interruption du célèbre Carnaval de Venise, deux jours avant sa fin puis le lendemain un cordon sanitaire total établi par l'armée autour de Vo'Euganeo, où l'Université de Padoue démarre le dépistage de la totalité des 3 000 habitants[réf. souhaitée].

##### Lombardie
Le « patient 1 » est un cadre d'Unilever de 38 ans, testé le 20 février et travaillant à Casalpusterlengo, où 120 salariés sur 160 sont testés. L'un de ses amis est revenu de Chine en janvier, mais « sur la base des tests effectués, n'a pas développé les anticorps », selon le ministère de la Santé. Une femme de 77 ans décède le samedi 22 à Codogno, 15 000 habitants, où beaucoup travaillent à Milan, à 60 km. Le lendemain, alors que 203 cas positifs ont été dépistés dans 5 régions d’Italie, dont plus de 150 en Lombardie, cette région ordonne la fermeture des bars, musées, écoles, suivie par 5 autres régions du nord du pays. Les trains de la société privée Trenord ne s'arrêtent plus à Codogno ni dans deux villes voisines. Tout près, à Casalpusterlengo, des files d'attente apparaissent le dimanche 23 février devant le supermarché Lidl. La police arrête tous les véhicules circulant entre les villages. « Nous allons rapidement installer un blocus total », déclare à l’AFP un policier, avec des sanctions allant jusqu’à trois mois de réclusion. 
Le 24 février, il est décidé d'étendre la quarantaine à 11 villes, dont Vo'Euganeo et dix dans le périmètre de Codogno, pour deux semaines, après 5 décès pour 152 cas, dont 112 en Lombardie et 22 en Vénétie (région de Venise-Padoue), pour un total de 52 000 habitants. Le décret-loi est très strict : « Ni l'entrée ni la sortie ne seront autorisées sauf dérogation particulière », annonce le Premier ministre Giuseppe Conte. Le 4 mars, alors que 3 500 personnes sont contaminées, pour une centaine de victimes, bond de 20 % en une journée, et que 400 000 masques sont arrivés d'Afrique du Sud, le gouvernement ferme tous les établissements scolaires du pays jusqu'à mi-mars. Les plus de 65 ans de Lombardie sont confinés chez eux et les plus de 75 ans dans l'ensemble du pays. 
Le 8 mars, c'est 14 provinces italiennes et quinze millions d’habitants, dont ceux de Milan, capitale économique du pays, qui sont placés en quarantaine alors que 247 cas ont été répertoriés en 24 heures et 36 décès, portant le total des décès à 233 contre 16 en France. Le gouvernement italien a décidé l'envoi de 20 000 personnes en renfort dans ses hôpitaux, pour porter de 5 000 à 7 500 le nombre de lits en soins intensifs. Lors du confinement dans le Nord, de nombreux Italiens se mettent en protection dans le Sud, y diffusant la maladie.
Le 22 février deux personnes décèdent à Padoue et dans les environs de Crémone, le coronavirus est décelé par la suite et une dizaine de villes sont placées en quarantaine,,.
Le 23 février, 150 cas sont reconnus positifs, dont 112 en Lombardie.
Le 25 février, alors que l'Italie vient de confiner dix villes du nord, la revue Science estime que « le coronavirus semble impossible à arrêter »,.
Le 25 février, plusieurs matchs de rugby du championnat italien sont annulés ou reprogrammés.  
Sur les 428 cas reconnus en Italie au 26 février, huit sont mineurs (sept en Lombardie et un en Vénétie).
Le 26 février, les régions contaminées sont par ordre d'importance la Lombardie, la Vénétie, l'Émilie-Romagne, le Latium, le Piémont, la Sicile, la Ligurie, la Toscane, les Marches, le Trentin-Haut-Adige et les Pouilles. L'Émilie-Romagne connaît son premier décès d'une personne atteinte par le coronavirus. Seules trois personnes sont en situation grave d'après les autorités.
Le 27 février, ce sont 50 cas positifs supplémentaires à déplorer dans une autre province que la Lombardie ou la Vénétie : l'Émilie-Romagne, portant le nombre de cas dans cette région à 97, dont 63 cas à Plaisance, 18 à Modène, 10 à Parme et 6 à Rimini.
Le 28 février au soir, l'Italie déclare 888 cas et 21 décès, le lendemain 1 128 cas et 29 décès.
Au 2 mars, l'Italie dépasse la barre des 2 000 cas, avec 2 036 cas et 52 morts. Deux jours plus tard, le pays dépasse la barre des 3 000 cas avec 3 089 cas et 107 décès.
- Le 4 mars, après 107 décès, dans tout le pays se fait la fermeture des écoles et des universités, l'annulation des spectacles et événements sportifs, Rome a des airs de ville-fantôme[50].
- Le 4 mars, en Vénétie, la progression semble contenue, avec 360 cas et six morts, car le foyer épidémique de Vo Euganeo, près de Padoue, a été facile à isoler[50] mais en Lombardie (1 820 cas, 73 morts), un cas sur dix appartient au corps médical[50] et un élargissement de la « zone rouge » à la province de Bergame est envisagé[50]. Au centre de la « zone rouge », Codogno concentre la majorité des 544 cas d'Émilie-Romagne.
- À partir du 6 au 20 mars, tous les habitants de Vo, avec des symptômes ou non, sont testés en deux vagues par une étude pilote de la Croix Rouge et de l'Université de Padoue[51].

Un premier cas est décelé au Vatican le 6 mars, alors que l'Italie compte 3 858 cas et 148 morts.
Le 9 mars vers 22 h, le Premier ministre annonce dans une allocution télévisée que tout le pays est placé en quarantaine à partir du 10 mars jusqu'au 3 avril.
Le 10 mars, à Codogno, ville de départ de l'épidémie (21 février), pour la première fois on n'enregistre aucun nouveau cas.
Le 11 mars le gouvernement italien décide de fermer tous les commerces, à l'exception des pharmacies et des magasins d'alimentation. Dans la soirée, le footballeur italien évoluant à la Juventus Football Club Daniele Rugani est testé positif à la Covid-19. À la suite de cela, l’entièreté de l’équipe du FC Internazionale Milano est mise en quarantaine en raison du match entre ces deux équipes qui s’est déroulé quelques jours auparavant.
- Le 19 mars, le nombre de morts en Italie (3 405 morts) dépasse celui enregistré en Chine (3 245 morts)[12]. Le même jour, le Corriere della Sera révèle que 200 000 masques commandés pour les hôpitaux italiens auprès d'entreprises turques sont bloqués depuis le 4 mars en douane du fait d'une décision du gouvernement turc[56].

- Le vendredi 20 mars, Andrea Crisanti et Antonio Cassone présentent leur étude sur le succès du dépistage dans la ville de Vo : les 89 testés de la 1re vague ont guéri et les 6 de la vague suivante sont à l'isolement[51], ce qui amène l'OMS à demander un testage massif.

##### Aides internationales
Le 12 mars, la Chine envoie en Italie une équipe médicale composée de neuf médecins et plusieurs tonnes de matériel sanitaire dont des ventilateurs, des appareils d'assistance respiratoire, des électrocardiographes et des dizaines de milliers de masques. Le 18 mars, douze médecins et infirmiers ainsi que dix-sept tonnes de matériel supplémentaires arrivent en Italie. Le président chinois Xi Jinping, lors d'une conversation téléphonique avec Giuseppe Conte, s'est dit prêt à envoyer davantage d'experts et de fournitures. La Chine annonce également l'envoi prochain de 100 000 masques de protection de haute technologie et de deux millions de masques médicaux ordinaires.
De fin mars à début mai 2020, du personnel de l'armée russe est présent en Italie, dont plus d'une centaine de soldats, des médecins, des virologues, des épidémiologistes et des infirmières, des unités mobiles pour le confinement des menaces bactériologiques et la décontamination des sols, dans une opération appelée « Bons baisers de Russie » par Vladimir Poutine,. Les spécialistes militaires russes procèdent notamment à la désinfection des maisons de retraite dans une soixantaine des localités en Lombardie. Début avril, le ministère russe des Affaires étrangères s'emporte contre des articles du quotidien La Stampa qui s'inquiète que l'assistance russe ne dissimule des velléités d'espionnage, citant des sources anonymes gouvernementales et des officiers.
La Lombardie, qui critique le manque de solidarité de l'Union européenne, demande également de l'aide à Cuba et au Venezuela. Le ministère cubain des Affaires étrangères a répondu positivement et annoncé qu'il enverra « du personnel spécialisé dans le traitement des maladies contagieuses ». 
Le 21 mars, 65 médecins et infirmiers cubains, ayant notamment combattu l'épidémie d'Ebola en Afrique de l'Ouest, arrivent à Milan.

#### Diffusion dans d'autres pays depuis l'Italie en 2020

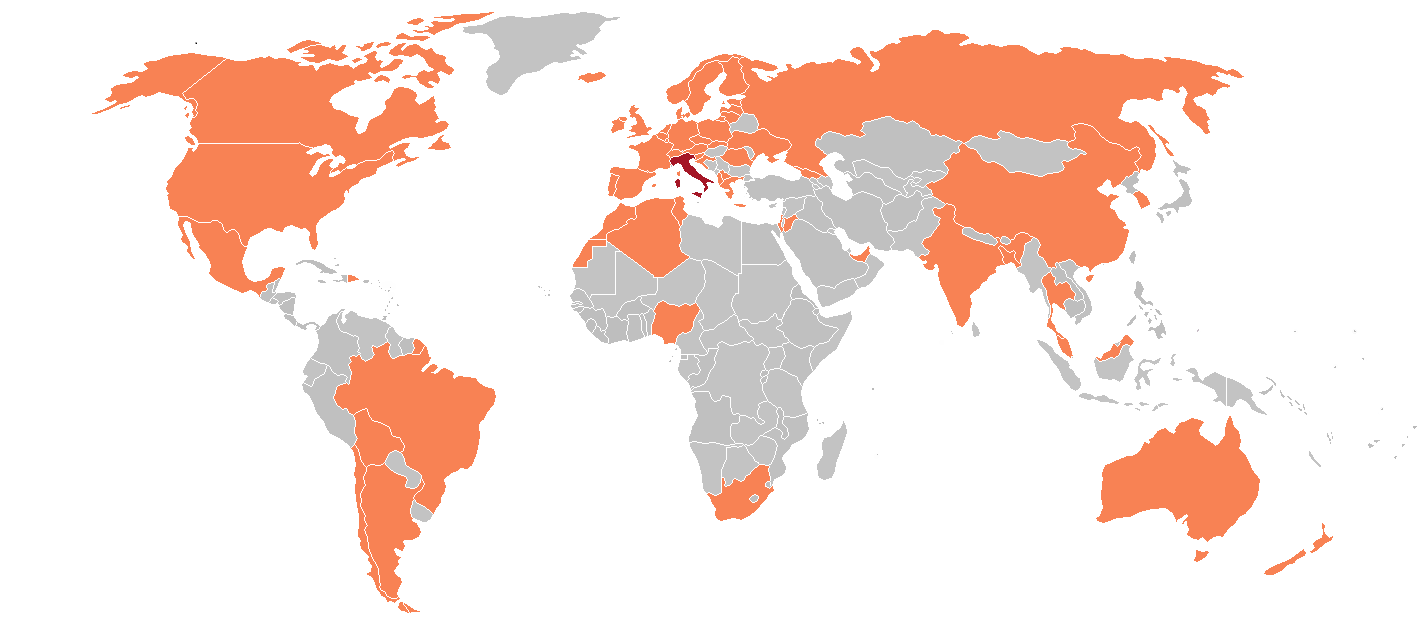
Pays avec des cas de Covid-19 liés au foyer italien.

Le 24 février, un médecin lombard de 69 ans, en vacances à Tenerife depuis le 17 février, est testé positif à l'hôpital universitaire Nuestra Señora de Candelaria, en Espagne. Toujours en Espagne, un homme de 25 ans de retour de vacances en Italie est déclaré positif dans les Asturies.
Le 25 février, l'Algérie enregistre son premier cas de coronavirus contracté par un Italien arrivé dans ce pays le 17 février.
L'Autriche confirme ses deux premiers cas sur un jeune homme de 24 ans et sa compagne, originaires de Bergame et travaillant dans le Tyrol, revenus d'un séjour dans leur ville natale ; ils sont soignés à l'hôpital d'Innsbruck.
Le coronavirus est confirmé pour la première fois en Croatie chez un homme soigné à l'hôpital à Zagreb, qui a séjourné à Milan du 19 au 21 février. Le lendemain son frère jumeau est testé positif, ainsi qu'un homme ayant travaillé à Parme.
La Roumanie enregistre son premier cas, un habitant de Bucarest revenu d'Italie trois semaines auparavant. 
Le premier cas Suisse est un Tessinois de 70 ans ayant séjourné en Lombardie.
En France, un homme de 64 ans ainsi que sa femme habitant de La Balme-de-Sillingy de retour de Lombardie sont testés positifs au SARS-CoV-2 et soignés au Centre hospitalier Annecy Genevois (Epagny Metz-Tessy),,,. Le lendemain, la fille du couple et un ami de la famille sont reconnus positifs.
Le 26 février, un homme de 36 ans revenant de Lombardie est admis au nouvel hôpital civil de Strasbourg pour les mêmes symptômes,,. 
Un premier cas de contamination est signalé par un hôpital de São Paulo (Brésil) sur un patient de 61 ans ayant récemment voyagé en Italie.
La Grèce déclare un premier cas sur une femme de 38 ans ayant voyagé en Italie du Nord hospitalisée à Thessalonique.
La Macédoine du Nord enregistre son premier cas chez une femme arrivée récemment d'Italie.
Le 27 février, un ressortissant italien travaillant à Lagos (Nigeria) est testé positif à son retour d'un séjour à Milan. C'est le premier cas détecté en Afrique subsaharienne. Le même jour, les premiers cas au Danemark et aux Pays-Bas sont liés à des patients ayant effectué des séjours en Lombardie. Un premier cas est identifié à Saint-Marin, république enclavée en territoire italien. Sept nouveaux cas en lien avec la pandémie en Italie sont annoncés en Suisse dans six nouveaux cantons,.
Le 28 février, un premier cas est enregistré en Lituanie chez une femme de 39 ans, rentrée de Vérone et qui a été placée en isolement à l'hôpital à Šiauliai. Le même jour, un premier cas est détecté en Islande chez un patient de retour d'Italie, mais ayant séjourné « hors d'une zone à risque ».
Le  29 février, le Luxembourg recense son premier cas chez un patient âgé d'une quarantaine d'années qui avait séjourné en Italie, rentré par avion en passant par l'aéroport de Charleroi-Bruxelles-Sud (Belgique), tandis qu'un premier cas est également annoncé en Irlande chez un patient de retour d'un voyage dans le nord de l'Italie.
Le 1er mars, les trois premiers cas recensés en Tchéquie sur des patients (deux hommes de nationalité tchèque et une femme de nationalité américaine) ont séjourné en Italie du Nord.
Le 2 mars, la plupart des nouveaux cas de contamination enregistrés sont liés à l'Italie : en Andorre, un premier cas est diagnostiqué chez un patient de 20 ans revenant de la péninsule.
L'un des deux cas annoncés au Portugal sur un patient de 60 ans revenait d'un voyage en Italie du Nord. Un premier cas est identifié en Jordanie chez un patient revenu d'Italie depuis une quinzaine de jours ;
La Tunisie déclare son premier cas chez un ressortissant tunisien résidant en Italie ;
Au Maroc, le premier cas est observé chez un ressortissant marocain résidant en Italie.

##### Allemagne
L'Allemagne est une zone vulnérable au coronavirus en provenance d'Italie. En seulement trois jours le nombre de cas positifs s'élève à 50. Le 25 février, il est confirmé qu'un homme de 25 ans de Göppingen, dans le Bade-Wurtemberg, récemment rentré de Milan, est testé positif au SARS-CoV-2 et soigné à la clinique d'Eichert,.
Le 26 février, la fiancée de 24 ans de ce jeune homme de Göppingen et son père de 60 ans, médecin principal à l'hôpital universitaire de Tübingen, sont déclarés positifs et placés dans ce même hôpital de Tübingen. Un homme de 32 ans de Rottweil, dans le Bade-Wurtemberg, qui a visité Codogno (ville mise en quarantaine, un des premiers foyers principaux en Italie) avec sa famille le 23 février, est déclaré positif et traité à l'isolement à l'hôpital.

##### Suisse
Les huit premiers cas en Suisse ont tous un lien avec l'Italie. Le premier cas apparaît le 25 février, il s'agit d'un Tessinois d'une soixante-dizaine d'années ayant séjourné en Lombardie. Au 27 février, sept nouveau cas sont dénombrés : un homme de 28 ans dans le canton de Genève revenant d'Italie, deux enfants milanais en séjour aux Grisons, une femme de 30 ans dans le canton de Zurich qui était à Milan une semaine auparavant, un homme de 26 ans dans le canton d'Argovie ayant séjourné à Vérone une semaine auparavant lors d'un voyage d'affaires, une femme à Bâle revenant d'un voyage à Milan, et un homme dans le canton de Vaud hospitalisé au CHUV, de nationalité française et habitant l'Ain, probablement contaminé dans les Dolomites en Italie du nord,.
Le 28 février, le premier cas dans le canton de Bâle-Campagne est un homme de 23 ans, partenaire de la jeune femme testée positive en ville de Bâle. En Valais, un homme d’une trentaine d’années a probablement été contaminé sur un chantier de construction au contact d'un frontalier de Domodossola (Italie).
Le 29 février, le canton de Berne confirme le cas d’une femme de 21 ans revenue d’un voyage à Milan une semaine auparavant.
Le 1er mars, le canton de Fribourg annonce qu'un homme de 30 ans a été testé positivement, il a probablement été infectée lors d'un voyage en Lombardie.

## Comptabilisation des cas

### Dépistage
Les pratiques de test de confirmation n'ont été dans un premier temps déployées que sur un nombre limité de personnes suspectes, passant à côté des personnes réellement contaminées.
Les villes qui ont pratiqué un dépistage massif — en cohérence avec les recommandations de l'OMS — ont obtenu un meilleur endiguement de l'épidémie.
À titre d'exemple, pour la Lombardie, une étude rétrospective sur 1 591 patients gravement malades admis entre le 20 février le 18 mars 2020 montre que 99 % (1 287 sur 1 300 patients) ont eu besoin d'une assistance respiratoire (avec intubation endo-trachéale dans 88 % des cas et ventilation non invasive dans 11 %) ; la mortalité moyenne en unité de soins intensif a été dans cette période de 26 % (des hommes âgés en majorité).
Au 13 mars 2020, l’âge moyen des personnes mortes est de 80,3 ans ; seulement 25,8 % d'entre elles sont des femmes.
La Fédération nationale des ordres de chirurgiens (FNOMCEO) annonce le 27 avril 2020, que 151 médecins italiens sont morts entre le 11 mars et le 26 avril. Elle publie sur son site internet le nom et la date de décès des médecins tombés pendant l'épidémie de Covid-19 (chiffre provisoire),.
Selon une étude publiée le 20 juillet, qui prend en compte les morts en dehors des hôpitaux et des maisons de retraite qui n'avaient pas été comptabilisés auparavant, entre le 1er mars et le 4 avril 2020, au pic de l'épidémie, la surmortalité avait atteint +104,5 % dans toute l'Italie, et en Lombardie cette surmortalité grimpait à +173 % pour la population lombarde en général et +213 % pour les hommes lombards.
Le 27 février 2021, l'Italie a signalé que 280 personnes décédées en raison d'un coronavirus et 18 916 cas de covid étaient nouveaux.

### Rapidité de la diffusion de la Covid-19 dans le Nord de l'Italie
Les principales régions foyers de la pandémie se trouvent dans le Nord de l'Italie dès le début de l'épidémie.
Ainsi, avec 13 106 décès, la Lombardie compte plus de la moitié de la mortalité des 25 969 décès du pays au 24 avril 2020.
Ensemble, les quatre régions adjacentes cumulent 20 352 décès, 13 106 décès en Lombardie, 3 303 en région Émilie-Romagne, 2 699 en région du Piémont et 1 244 en Vénétie soit 78 % du total national, au 24 avril 2020.
Plusieurs explications ont été données pour la diffusion du virus à maladie Covid 19 en Lombardie : la stratégie de test limitée aux personnes en provenance de Chine, la réduction des services de maladie infectieuse pour amélioration de la performance des budgets de santé et la haute densité de population.

#### «Match zéro» entre les clubs de football de Bergame et de Valence, le 19 février, à Milan
Tous les experts médicaux confirment que la diffusion de la Covid-19 en Italie s'est fortement accélérée avant l'apparition du premier mort le 21 février en raison d'un événement survenu deux jours avant : le club de football de l'Atalanta de Bergame joue le match de 8e de finale aller de la Ligue des champions contre le club espagnol du FC Valence au stade San Siro, à Milan. Parmi les 45 792 spectateurs, des milliers de Milanais, les 2 500 supporters espagnols et 40 000 Bergamasques, dont le stade était trop petit pour accueillir la rencontre. Près d'un tiers des habitants a fait les 50 kilomètres en voitures ou autocars puis partagé des verres autour de la piazza del Duomo, avant de rejoindre San Siro en métro.
« Occasion de forte diffusion du virus », selon le maire de Bergame ou « accélérateur de la propagation » selon Walter Ricciardi, représentant de l'Italie à l'OMS, ce « match zéro », selon la presse transalpine, coïncide avec le début de l'épidémie en Italie du Nord, selon Francesco Le Foche, immunologue à la Polyclinique Umberto I à Rome : « Il y a eu une expulsion rapide et importante de particules virales depuis les premières sorties d'air, comme la bouche et le nez. Des milliers de personnes, à deux centimètres l'une de l'autre, encore plus proches grâce à des manifestations compréhensibles de joie à travers les cris, les embrassades… Tout cela a favorisé la réplication virale ».
Une semaine après le match, le club de Valence annonce 35 % de cas positifs, celui de Bergame se place en quarantaine et l'alerte est lancée par Massimo Galli, chef du service des maladies infectieuses à l’hôpital Sacco de Milan, tout en rappelant que l’épidémie avait commencé avant, dans les campagnes. Ses confrères Fabiano Di Marco, responsable du département pneumologie de l’hôpital Jean XXIII de Bergame et Francesco Le Foche, immunologue à l’hôpital Umberto Ier dénoncent respectivement, une « bombe biologique » et un « match-zéro » de l'épidémie à Bergame. 
Le 23 février, l'hôpital d’Alzano, dans la banlieue de la ville, détecte deux cas mais sans les isoler. Une semaine après la rencontre, Bergame est déjà le foyer le plus actif de l'épidémie en Lombardie alors qu'elle ne faisait pas partie des premiers foyers détectés, fin février. Le 15 mars, c'est la province qui compte le plus de cas : 3 416 sur les 24 000 du pays. Toute la direction de l'hôpital et 30 % du personnel est testée positive. Dans les deux provinces, Bergame et Milan, le nombre de cas a décollé dix jours après le match. Avec 200 décès du coronavirus dans les hôpitaux de Bergame en mars, Bergame sera huit fois plus touchée que la moyenne italienne et la ville aurait même subi une surmortalité estimée à 500 personnes du fait de l'impossibilité de soigner la majorité des malades, ce qui cause un taux de mortalité très alarmant (8 à 10 %), les données officielles ne sont que la partie visible de l'iceberg. Selon Le Monde, le calendrier à Bergame « semble calqué sur celui de l’épidémie survenue dans le Haut-Rhin », en France. Pour l'ensemble de la province de Bergame (un million d'habitants, 1,5 % de la population italienne), selon une enquête du journal L'Eco di Bergamo auprès des 243 municipalités, le vrai bilan serait de 4 500 morts en un mois et pas de 2 000, soit plus du tiers de toute l'Italie.
Du coup, une semaine plus tard, le match de Ligue des champions qui voit l'Olympique lyonnais accueillir le 26 février la Juventus de Turin sera contesté par les maires de Décines-Charpieu et de Meyzieu, voisins du stade. Le préfet autorise le match, considérant comme « à risque » les seuls habitants de Milan, en Lombardie, plus touchée par l'épidémie, le Maire de Lyon et ancien Ministre de l'Intérieur se déclarant aussi favorable au match dans une interview télévisée. Le docteur Marcel Garrigou-Grandchamp, juriste de la Fédération des médecins de France, souligne que le club de Turin draine en réalité des supporters dans toute l'Italie, y compris en Lombardie. Selon lui, une « explosion » des cas de Covid-19 a touché le Rhône, deux semaines après la rencontre, bien plus forte qu'en Isère et Haute-Savoie. « La France n'a pas su tirer les leçons de l'exemple italien », dénonce-t-il. De son côté, l'Agence régionale de santé (ARS) a écarté l'hypothèse d'une corrélation entre la rencontre OL-Juventus et l'évolution de la pandémie dans le Rhône.

#### Présence chinoise en Italie du Nord
La présence chinoise en Italie du Nord, via les liens de sous-traitance industrielle, a parfois été évoquée, même si plusieurs groupes de chinois testés se sont tous révélés négatifs :
- selon le journal The American Spectator, depuis trois décennies, de plus en plus d'investisseurs chinois avaient acheté des usines de textile et de maroquinerie dans le nord de l'Italie et y ont fait travailler des ouvriers chinois et des vols sans escale ont été établis entre la Chine et Rome. En 2010, il y aurait eu 60 000 Chinois à Prato, banlieue industrielle de Florence, dans le centre de l'Italie. Le journal se demande si des Chinois partis fêter en Chine le Nouvel An lunaire le 24 janvier 2020 ont pu transmettre le virus en revenant en Italie avec des symptômes bénins non détectés[119].

- Selon le Dr Giorgio Palù, ancien président de la Société européenne et italienne de virologie et professeur de virologie et de microbiologie à l'université de Padoue « il y avait une possibilité d'isoler les gens venant de l'épicentre, en Chine. »[120] mais aussi d'appliquer un confinement plus strict, à la fois plus tôt et large, au lieu des onze communes concernées dès fin février.

- Beaucoup plus tard, lors d'un point presse à Milan le 20 mars, le vice-président de la Croix-Rouge en Chine, Sun Shuopeng, a déploré que des « gens ne portent pas de masques » et soient « encore trop dehors », avec des mesures « pas assez strictes au regard de nos standards ». Cependant, les autorités lombardes ont demandé au gouvernement italien d'appliquer au plus vite le modèle chinois « sans quoi le nombre de contagions risque d'exploser à Milan, et avec lui le système sanitaire tout entier »[57].

#### Densité de population
Les densités de population peuvent expliquer des différences de contamination dans des zones proches :
- Bergame : 300 habitants par kilomètre carré ;
- Brescia : 200 ;
- Vérone : 100[102].

#### Gestion du système de santé
La Lombardie fait des économies depuis la fin des années 1990 avec la décentralisation des soins de santé qui sont dès lors gérés avec autonomie par les régions.
Ce mouvement s'est accompagné en Lombardie d'une privatisation de la santé, alors que les autres régions conservaient une gestion publique.
Différents gouverneurs de Lombardie, — dont Silvio Berlusconi sous les couleurs de Forza Italia entre 1995 et 2013, puis la Ligue de droite de Matteo Salvini depuis —, ont mis en concurrence les hôpitaux privés et publics sur des critères de performance.
La gestion de la santé en Lombardie est plus rentable que dans le reste de l'Italie, mais les réformes ont conduit les opérateurs à s'orienter vers les soins les plus rémunérateurs et à délaisser les autres besoins tels que les services s'occupant des maladies infectieuses ou les médecins se spécialisant dans les maladies infectieuses.

### Taux de mortalité

#### 2020
L'Italie semblait connaître un taux de mortalité des personnes touchées par le coronavirus supérieur aux autres pays (8,29 % en Italie pour 0,2 % en Allemagne au 20 mars 2020),,,. 
Cela correspond à 12 personnes testées et confirmées malades pour un décès en Italie, contre 500 testées et confirmées malades en Allemagne pour un même nombre de décès.
Plusieurs explications avaient été avancées :
- la démographie : l'Italie possède l'une des populations les plus âgées d'Europe et du monde, derrière le Japon, pourtant le Japon connaît très peu de morts de cette pandémie en proportion de sa population. En 2019, 23 % des résidents italiens étaient âgés de 65 ans ou plus contre 20,4 % en France, 18,8 % en Europe du Nord, 20,6 % en Europe de l’Ouest, 21,1 % en Europe du Sud. L'âge médian de la population est de 47,3 en 2020 contre 41 ans en France. 80 % des décès causés par le nouveau coronavirus concernant un âge minimum de 60 ans, la démographie est ainsi avancée comme le facteur essentiel[125] ;

- cette pyramide des âges et le nombre de personnes atteintes souffrant de troubles graves occasionne une surcharge des infrastructures médicales dans les régions les plus touchées (comme en Lombardie)[125],[122]. Selon L'Obs et l'AFP, les médecins locaux témoignent qu'ils ne peuvent soigner tous les patients et se retrouvent à choisir qui soigner « en fonction de l'âge et l'état de santé »[125]. À la mi-mars, Giorgio Gori, maire de la ville de Bergame, dans le nord de l'Italie, déclare qu'il n'y a plus de place dans les unités de soins intensifs et qu'on laisse mourir les patients qui ne peuvent être traités[126] ;

- l’Italie ne disposait que de 5 000 lits en soins intensifs contre 7 000 en France et 25 000 en Allemagne[124] ;

- en dépit du nombre élevé de tests réalisés dans la péninsule (42 000 au 7 mars 2020), il est possible que les statistiques de mortalité soient biaisées par le fait que de nombreuses personnes présentant des symptômes plus bénins n'ont pas été testées et détectées, et de ce fait, ne sont pas incluses dans les statistiques ce qui aurait pour conséquence par la suite de relever le taux de mortalité[à vérifier][127] ;

- d'autres facteurs étaient  encore évoqués : le ratio homme/femme parmi les personnes atteintes (selon les données de l'épidémie d'origine en Chine, le taux de mortalité global est de 4,7 % chez les hommes contre 2,8 % chez les femmes)[128], le taux de fumeurs parmi les personnes atteintes[128].

#### 2021
À la fin d'avril 2021, le taux de décès reste encore un des plus élevés du monde avec 3,01 % mais pas le plus élevé . En mai, le taux baisse un peu mais on compte un total de décès de 122 833 ; ainsi que 8 289 nouveaux cas et 139 décès pour la journée du 9 mai.

#### 2022
En avril 2022, du fait de la campagne de vaccination, 150 000 morts et un demi-million d'hospitalisations ont été évités dans le pays. L'Institut supérieur de la santé, l'organisme de référence en Italie, a utilisé les mêmes méthodes que pour le vaccin contre la grippe en Italie sur une période d'un an, de fin décembre 2020 à janvier 2022. Il précise par ailleurs qu'à cette date « le nombre de décès dus au Covid-19 a été surestimé de 10% : 16 000 personnes sur 160 000 sont mortes avec le Covid-19, mais pas du Covid-19 ».
En novembre, on compte 23 642 011 cas, 179 436 décès et 84.10% de la population a reçu au moins une dose de vaccin.

## Impact

La lutte contre la pandémie
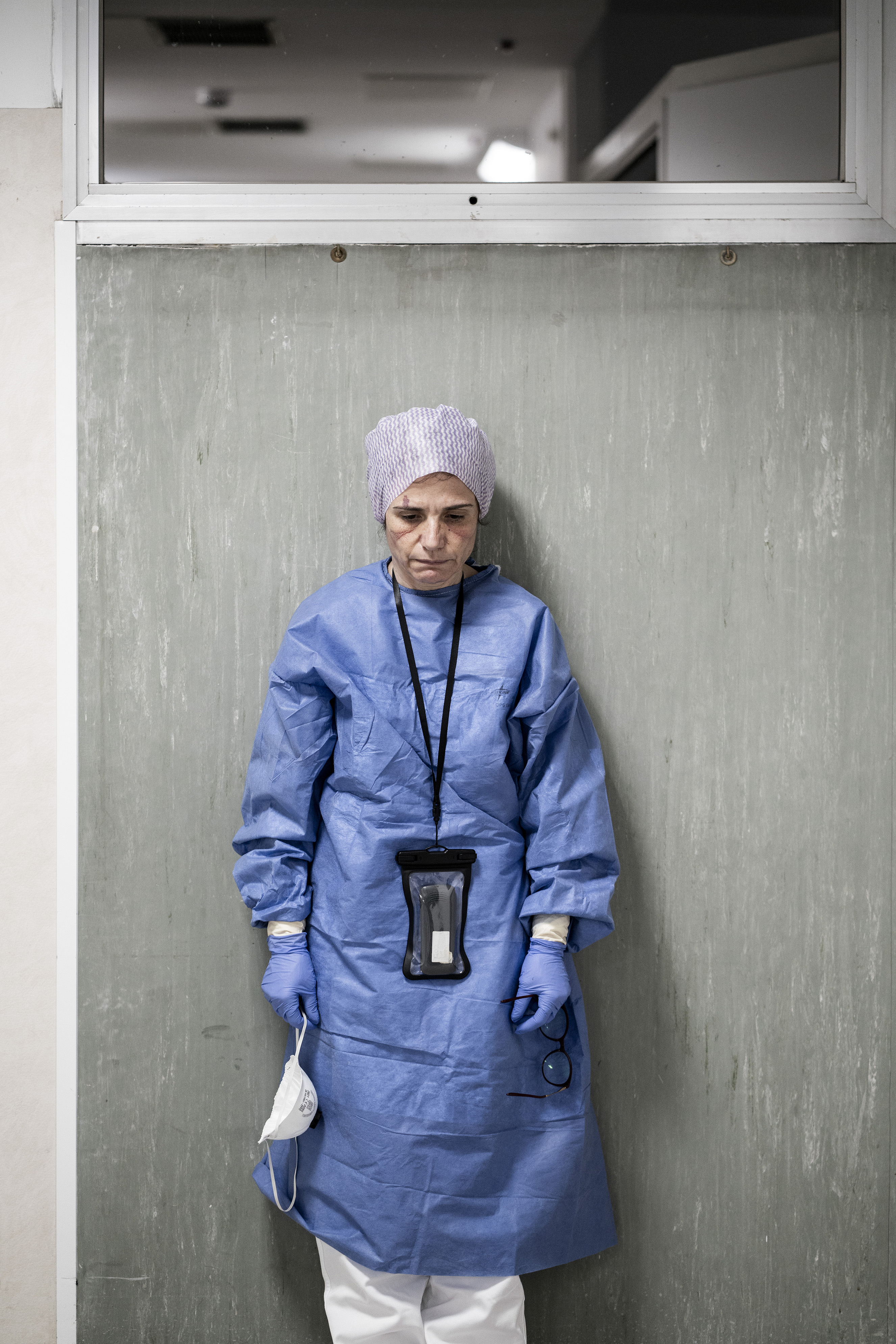
Margherita Lambertini, chirurgienne secouriste, après ses douze heures quotidiennes de lutte contre la Covid-19 à l'hôpital de Pesaro, Italie. Mars 2020.
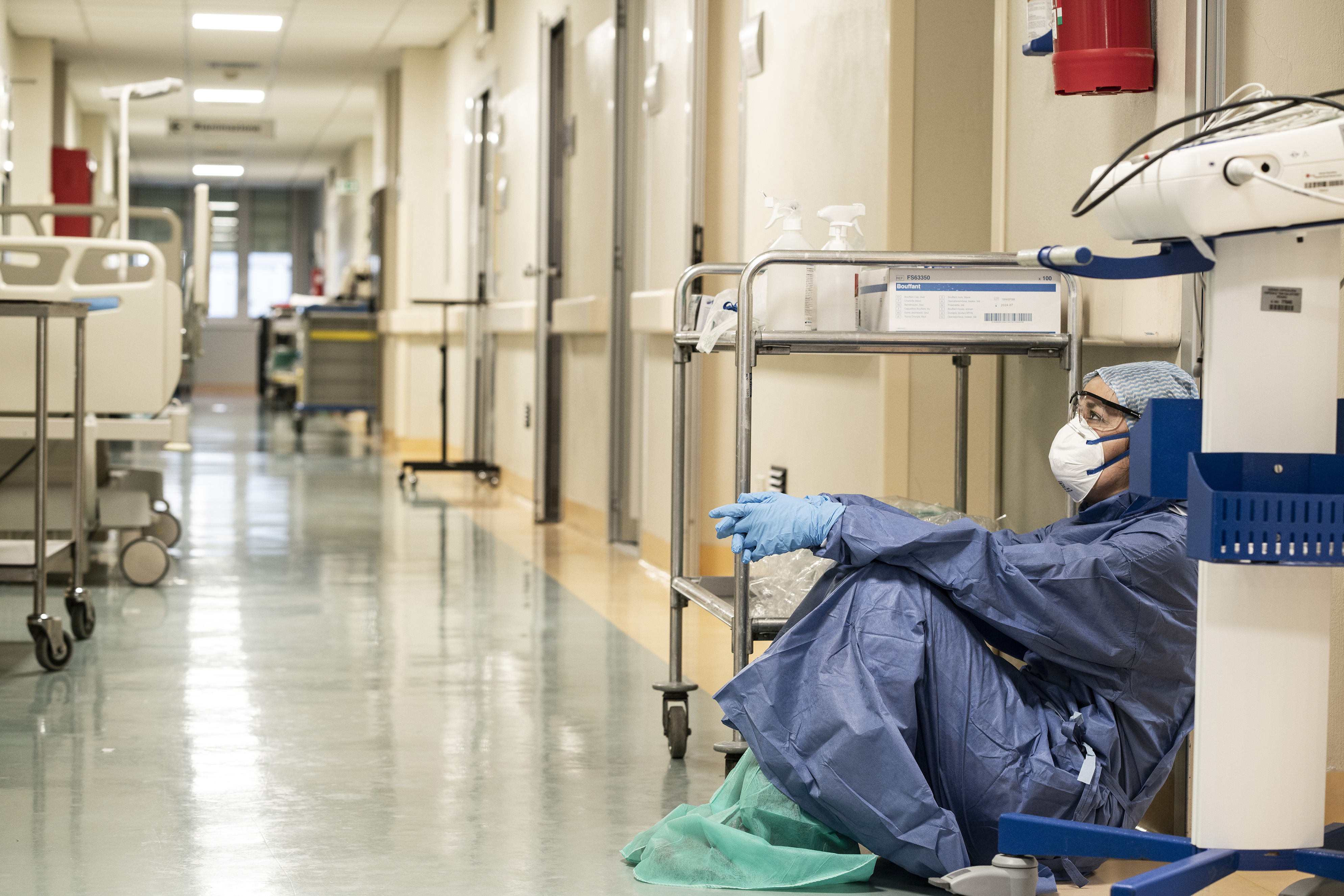
Annalisa Silvestri, médecin anesthésiste, après le travail contre la Covid-19 à l'hôpital de Pesaro, Italie. Mars 2020.
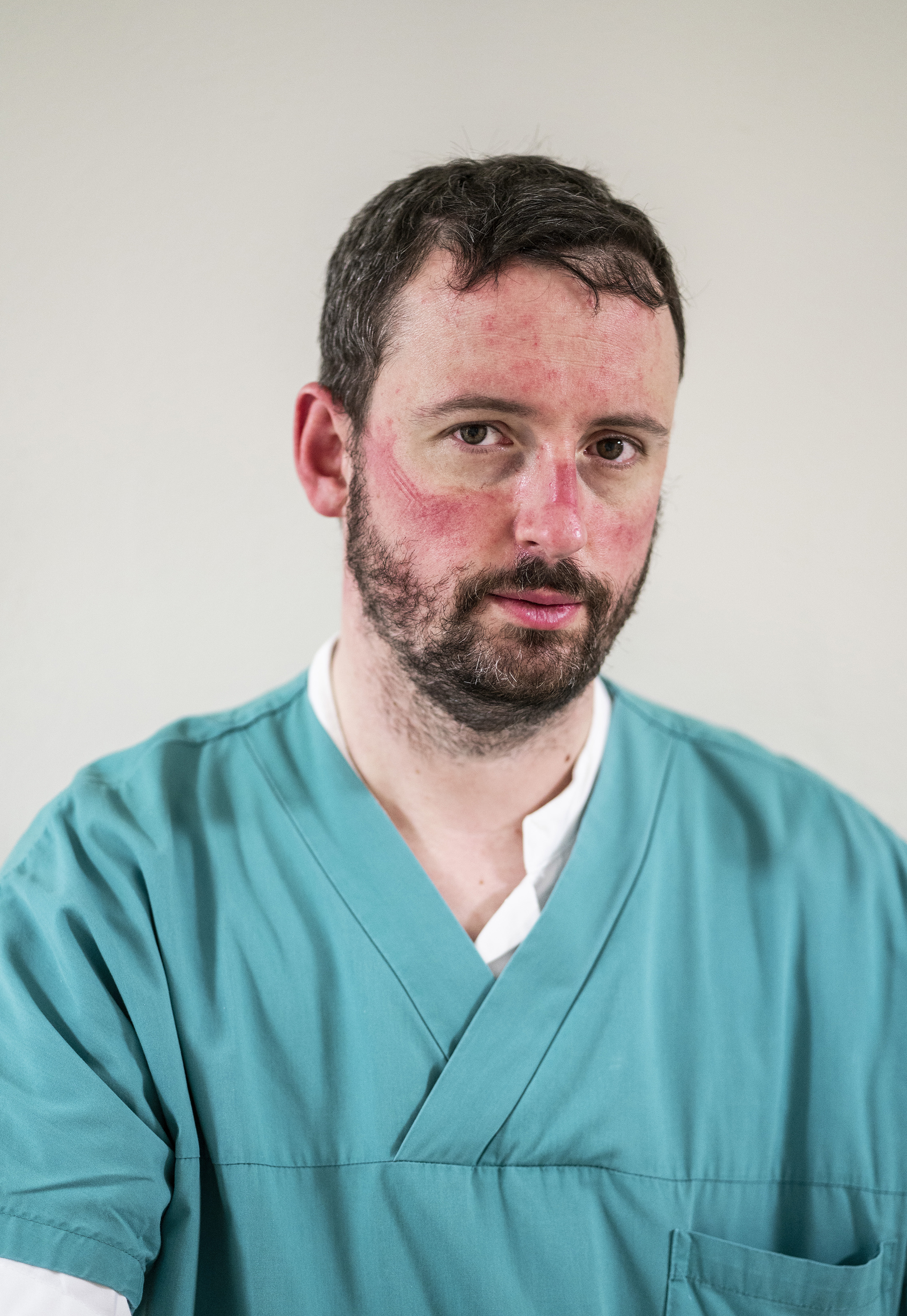
Giulio Mensi, anesthésiste, à son travail à l'hôpital de Pesaro, Italie. Mars 2020.
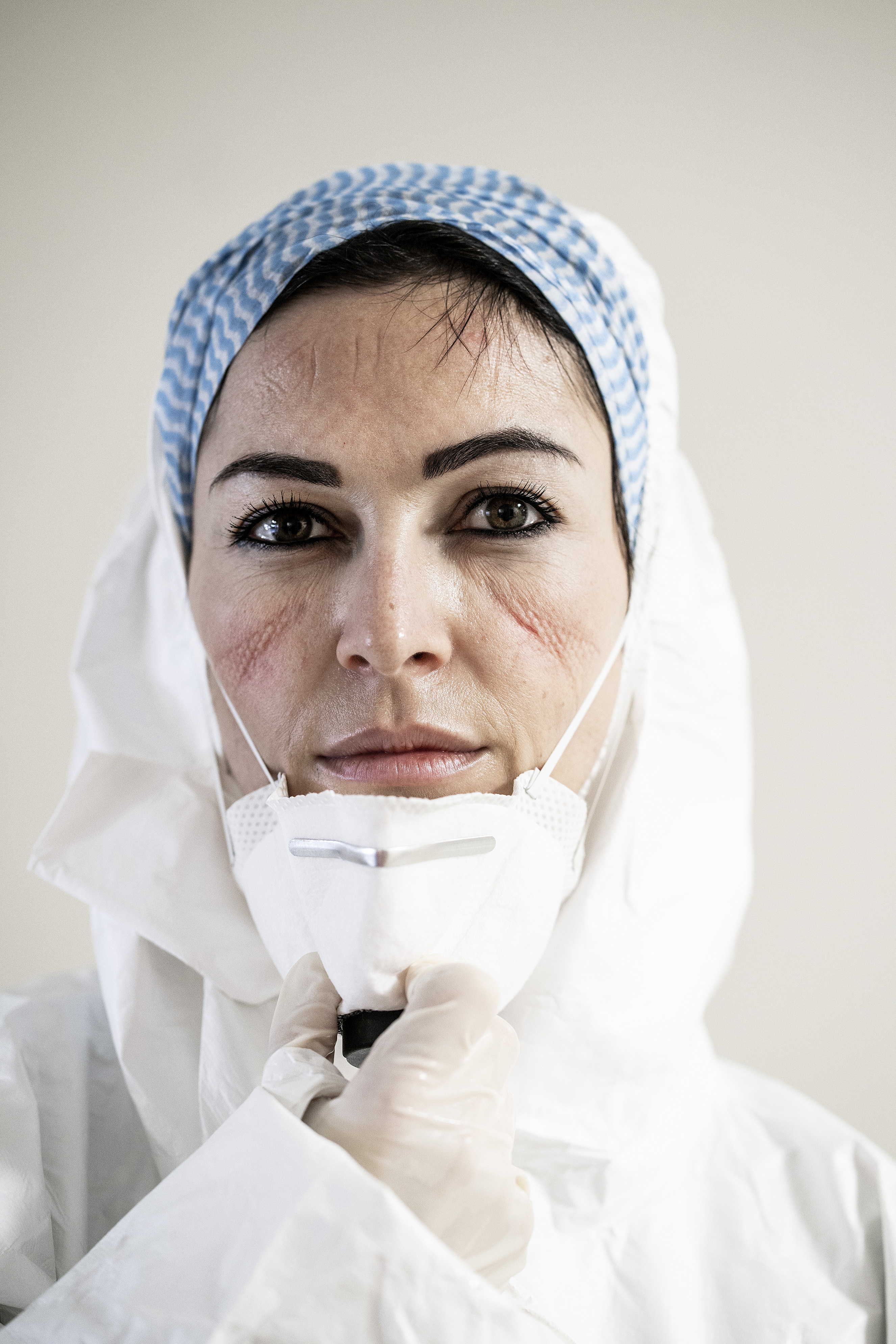
Francesca Palumbo, infirmière. Mars 2020.

### Politique
Le référendum constitutionnel de 2020 initialement prévu le 29 mars est reporté à une date indéterminée par décision prise en conseil des ministres le 5 mars. Ce référendum, qui vise à la réduction d'un tiers du nombre de parlementaires, est alors depuis plusieurs mois considéré comme l'une des raisons du maintien de la coalition au pouvoir, son application très probable rendant impossible la tenue d'élections anticipées avant l'été.
Fin mars, la presse italienne exprime sa colère à l'égard de l'Union européenne à la suite de la décision de celle-ci de reporter l'examen de mesures plus fortes contre les conséquences économiques de la pandémie de coronavirus. L'Italie attendait une plus grande solidarité financière alors que plusieurs pays, notamment l'Allemagne, refusent toute mutualisation des dettes de la zone euro et tout projet de « corona bonds » (des emprunts communs aux pays de la zone euro pour faire face à la crise).
Le ministre italien des Affaires étrangères, Luigi Di Maio, a expliqué : « Nous attendons de la part de nos partenaires européens de la loyauté, nous attendons que l'Europe fasse sa part, parce que les belles paroles, on ne sait pas quoi en faire ». L'ancien président du Parlement européen, Antonio Tajani, membre du parti de centre droit Forza Italia a estimé qu' « une Europe lâche comme celle que nous avons vue hier, sera emportée par le coronavirus. Pendant que l'on meurt et que l'économie s'effondre, les décisions sont renvoyées à dans deux semaines. L'égoïsme masochiste des tenants de la rigueur, est myope et dangereux pour tous ».

### Économique
Le 11 mars 2020 :
- le gouvernement italien annonce une enveloppe de 25 milliards d'euros pour lutter contre l'épidémie de maladie à coronavirus. La moitié de cette somme sera mobilisée en urgence[135] ;
- le constructeur italo-américain Fiat Chrysler Automobiles (FCA) ferme ses principaux sites en Italie afin de les désinfecter. Certaines usines seront fermées de manière temporaire. « La production sera notamment diminuée avec la présence d'équipes réduites sur les postes de travail » selon un communiqué du groupe[136] ;
- l'Union européenne et l’Italie mobilisent 50 milliards d’euros[137].

L'organisation patronale Confindustria a milité fin février avec succès contre la mise en « zone rouge » des premiers foyers du nouveau coronavirus autour de Bergame en Lombardie afin de ne pas entraver le fonctionnement des usines et des affaires. Elle exerce également une pression sur le gouvernement afin d'élargir la liste des secteurs considérés comme « essentiels ». En signe de protestation contre la prolongation du confinement, des membres du patronat du nord de la Toscane envisagent, après avoir mis en berne samedi les drapeaux italien et européen, de mener une action coup de poing en bloquant l’autoroute entre Florence et Viareggio. Le lobby patronal allemand OAOEV a averti : « Si on ne réussit pas à trouver le bon équilibre entre protection de la santé et reprise de l’activité économique, les dégâts deviendront incalculables ». « Notre demande est donc que l’industrie italienne dans son ensemble soit autorisée à reprendre, même de manière graduelle… » La Fédération syndicale de la métallurgie (Fiom-CGIL), s'oppose aux revendications du patronat : « Quand les usines pourront rouvrir, ce n’est pas à la Confindustria de le décider, mais au gouvernement, en rapport avec la communauté scientifique. Ces chantages vont retarder la sortie du pays de la crise sanitaire, ils démontrent un aveuglement sur la situation globale et sur le problème dans sa profondeur, et ils pourraient avoir des effets très négatifs à long terme, même sur les capacités productives du pays. »
L’agence de notation financière Fitch Ratings dégrade la note de l'Italie de « BBB » à « BBB- », à un cran de la catégorie des junk bonds, les « obligations pourries ». L'agence réclame à l'Italie des mesures visant à réduire sa dette par rapport à son PIB.
Le gouvernent décide de régulariser pour six mois les travailleurs sans papiers, mais seulement ceux travaillant comme auxiliaires de vie pour personnes âgées ou handicapées et les ouvriers agricoles. Sur un million d’ouvriers agricoles, 400 000 sont des étrangers, dont un grand nombre venait en Italie pour la saison des récoltes.
Plusieurs partis de droite et d’extrême droite (Ligue du Nord de Matteo Salvini, Forza Italia de Silvio Berlusconi et Frères d’Italie) organisent une manifestation commune le 2 juin, à Rome, à l'issue de laquelle ils réclament une « taxe à 15 % », à savoir un taux d’imposition unique et donc non progressif sur le revenu afin de réduire la « pression fiscale » pour les ménages les plus aisés.

### Social

#### Milieu carcéral
En mars 2020, à cause de la décision des autorités de suspendre les visites familiales en prison, et à cause de la crainte de la propagation du virus dans les centres pénitentiaires, des mutineries surviennent dans 27 centres pénitentiaires. Au moins six morts sont à déplorer parmi les détenus. Selon La Repubblica, sept morts sont à déplorer depuis le début de la rébellion dimanche 8 mars 2020, qui a touché en premier les prisons de Bergame et de Modène. Des mutineries ont eu lieu aussi à Milan, Naples, Alexandrie, etc. Une cinquantaine de détenus se sont évadés de la prison de Foggia dans les Pouilles.

#### Impact psychologique
Les mesures sanitaires et ses conséquences créent une tension parfois insupportable auprès de la population, mettant en péril sa santé mentale. Notamment, la privation de cérémonie religieuses est vécue avec angoisse par la population âgée. Certains cas de suicide font la une des médias, comme celui d'une infirmière s'étant donnée la mort pour ne pas infecter ses patients, et d'un travailleur sénégalais ayant perdu son emploi dans le contexte de la baisse d'activité économique,. On constate des meurtres contre des personnes accusées d'avoir transmis le virus.

#### Fenêtres à vin
De manière anecdotique, les mesures de distanciation sociales favorisent la réouverture des fenêtres à vin à Florence, créées au XVIe siècle et utilisées notamment lors des épidémies de peste.

#### Aux États-Unis
Le 5 mars 2020, le ministre des affaires étrangères italien Luigi Di Maio s'indigne sur les réseaux sociaux d'une cartographie diffusée par la chaîne CNN dépeignant l'Italie comme un vecteur de propagation de la Covid-19 à travers le monde.

#### En France
Le 29 février 2020, en Martinique, des manifestants ont essayé d'empêcher l’atterrissage d'un avion en provenance d'Italie. Par la suite, ces manifestants ont bloqué et vandalisé un bus de 70 touristes originaires d'Allemagne et de Belgique qui souhaitaient embarquer dans une croisière.
Une vidéo satirique intitulée « Corona Pizza » diffusée par Canal+ et qui tourne en dérision la pizza italienne et le risque d'attraper la Covid-19 par sa consommation provoque l'indignation du ministre des affaires étrangères italien Luigi Di Maio sur les réseaux sociaux. Celui-ci qualifie le sketch de « mauvais goût et inacceptable ».

#### Restrictions de voyage

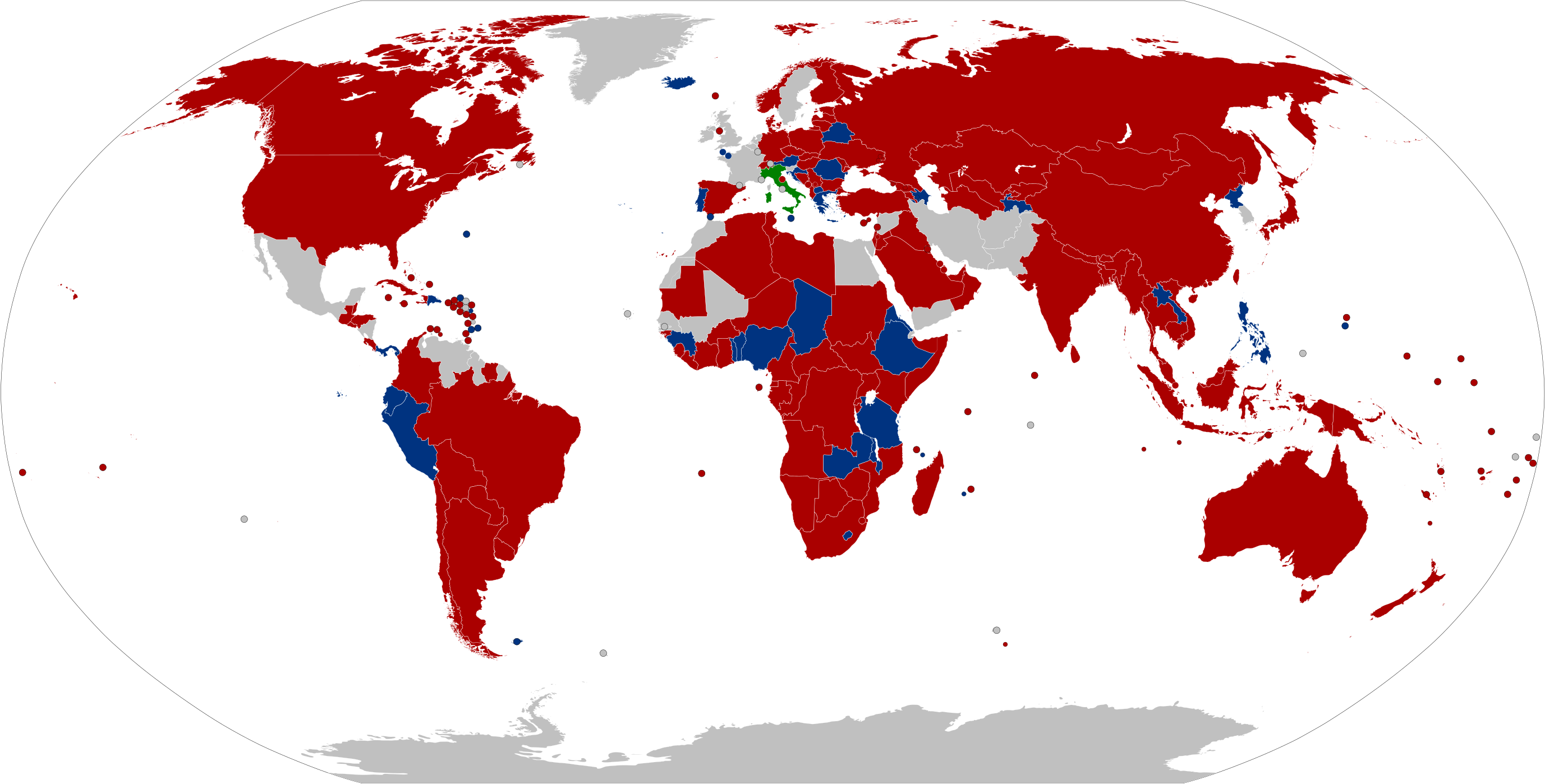
Italie
Entrée interdite aux personnes provenant d'Italie
Quarantaine obligatoire pour les personnes provenant d'Italie

Le 24 février, un vol de l'Alitalia en provenance de Rome en direction de l'île Maurice est bloqué à l'aéroport de Plaisance par les autorités locales qui imposent soit une quarantaine soit le retour aux 212 passagers. Finalement sur les 212 passagers, 172 reçoivent la permission de débarquer alors que 40 passagers originaires de Lombardie et de Vénétie sont contraints de retourner immédiatement en Italie. De même un autocar intercité de FlixBus allant de Milan à Lyon est arrêté à la Gare de Lyon-Perrache afin de procéder à des contrôles sanitaires.
Le Brésil impose un contrôle sanitaire fait par un médecin à l'hôpital à tout voyageur suspect venant d'Italie. L'Argentine, la France, la Croatie, l'Égypte, la Grèce, l'Irlande, Israël, la Lettonie, la Lituanie, l'Ukraine, la Serbie et l'Afrique du Sud publient des recommandations, graduées en une simple annulation des voyages scolaires (cas de la France) jusqu'à une quarantaine de quatorze jours pour les voyageurs arrivant de Lombardie et de Vénétie ; ces pays ne recommandent pas à leurs nationaux de se rendre dans les régions à risque,,,,,. Une mission de l'OMS et de l'Centre européen de prévention et de contrôle des maladies (ECDC) arrive en Italie pour contrôler les dépistages et les soins. C'est alors que fin février la découverte d'un cas confirmé impliquant un ressortissant italien dans une hôtel des Canaries (l'hôtel H10 Costa Adeje Palace à Tenerife) produit une quarantaine imposée par les forces de l'ordre locales.
La directrice générale des ressources humaines du Parlement européen, Kristian Knudsen, demande que le personnel qui revient de zones affectées alors par le coronavirus (Italie du Nord, Chine, Singapour, Corée du Sud) se placent eux-mêmes à l'isolement à domicile et travaillent chez eux pendant quatorze jours,.
Le 25 février, le Royaume-Uni et Malte recommandent que les voyageurs de retour d'Italie se mettent d'eux-mêmes en quarantaine pendant quatorze jours à domicile et dissuadent leurs nationaux de se rendre dans les zones d'Italie affectées,,. Malte oblige les passagers débarquant à l'aéroport international de Malte de se soumettre à un scan thermique pour mesurer la température, ainsi que pour les voyageurs arrivés par le port pour par les Virtu Ferries. La même chose est organisée à Marsa qui a des liaisons directes avec Pozzallo et Catane en Sicile. En Tchéquie, l'aéroport de Prague-Václav-Havel met en place des portes d'arrivée spéciales et un screening des passagers venant d'Italie,. Le Koweït, l'Irak, la Jordanie et les Seychelles suspendent tous les vols en provenance et en direction d'Italie,,. La Bulgarie suspend à son tour les vols, mais d'abord ceux en provenance et en direction de Milan. L'Australie, l'Arabie saoudite, les Pays-Bas et les États-Unis dissuadent leurs nationaux de se rendre en Italie,.
Deux autocars de FlixBus, l'un voyageant de Lyon à Rijeka via Turin, l'autre de Turin à Zagreb, sont arrêtés à la frontière croate pendant quelques heures afin d'effectuer un contrôle sanitaire des passagers.
Goldman Sachs, Deloitte, Citigroup Inc, Crédit suisse, Lazard Capital Markets, Crédit agricole, Nomura, Banque populaire et BNP Paribas ordonne à ses salariés de retour d'Italie de travailler à domicile pendant au moins quatorze jours et de reporter tout voyage en Italie qui ne soit pas nécessaire,.
Le 26 février, la Russie, l'Espagne et la Turquie publient des recommandations pour dissuader leurs ressortissants de se rendre dans les zones à risque d'Italie, tandis que le Salvador interdit l'entrée sur son territoire de tout voyageur en provenance d'Italie.
Le 27 février, Israël interdit l'entrée aux étrangers provenant d'Italie. Ce même jour, 25 étrangers arrivés par un vol Ryanair de Bergame sont refoulés de l'aéroport Ramon. Les Israéliens doivent se soumettre quant à eux à une quarantaine,,. Après s'être vu refuser le désembarquement à Ocho Rios (Jamaïque) et George Town, le 26 février, le navire de croisière MSC Meraviglia (MSC Croisières), peut finalement accoster à Cozumel au Mexique avec ses 4 500 passagers et 1 600 membres d'équipage, l'un d'entre eux ayant présenté des symptômes de grippe,,,. Un autre navire de croisière italien, le Costa Favolosa, est interdit de débarquer à Tortola (Îles Vierges britanniques) et ne peut le faire finalement que le 26 février à Saint-Martin,.
Le 28 février 2020, l'Allemagne fait entrer de nouvelles mesures en vigueur concernant la sécurité sanitaire. Les voyageurs étrangers de différents pays (dont l'Italie) sont désormais obligés de montrer un certificat médical lorsqu'ils arrivent par mer ou par air. Les compagnies de train et d'autocar sont obligées de reporter aux autorités et à la police fédérale les cas de voyageurs présentant des symptômes, et la police a le droit désormais dans les 30 km à partir de la frontière d'effectuer des contrôles sanitaires.
le 29 février, les Centres pour le contrôle et la prévention des maladies des États-Unis placent l'Italie au niveau 3 (à éviter pour les voyages non essentiels à cause de cas d'épidémie). Plusieurs sociétés, comme Amazon, Google, TD Bank Group, Banque Scotia, London Stock Exchange Group et Cargill, Inc. annulent les voyages d'affaires non essentiels en Italie.
Le 3 mars, l'Inde suspend tous les visas des ressortissants italiens, ainsi que les visas d'étrangers ayant été en Italie après le 1er février. Tous les voyageurs arrivant directement ou indirectement d'Italie doivent se soumettre à un contrôle sanitaire par screening.
Le 4 mars, la Thaïlande déclare que toute personne provenant d'Italie sera désormais soumise à une quarantaine de quatorze jours, sans exceptions.
Le 8 mars, la Roumanie impose une quarantaine de quatorze jours pour tout voyageur arrivant d'Italie par voie aérienne ou terrestre. De plus tous les vols en provenance ou en direction d'Italie sont annulés à partir du 9 mars.
Le 10 mars, la Slovénie ferme sa frontière avec l'Italie. L'Autriche fait de même à l'exception de personnes présentant des documents médicaux devant traverser l'Autriche sans s'arrêter jusqu'en Allemagne. Le dernier train traversant la frontière cesse de circuler le 11 mars.
Le 11 mars, neuf postes-frontières avec l'Italie ont été fermés par les autorités suisses pour canaliser le trafic frontalier et faciliter le contrôle vers les principaux passages frontières.
Le 13 mars, le gouvernement suisse réintroduit, au cas par cas, des contrôles Schengen à toutes ses frontières. Contrairement à ce qu'indique la carte ci-dessus, l’entrée en Suisse depuis l’Italie n'est autorisée qu’aux citoyens suisses, aux personnes ayant un permis de séjour, aux personnes voyageant en Suisse pour des raisons professionnelles, dont les nombreux frontaliers, ainsi qu’à celles ayant des raisons impérieuses d'entrer en Suisse depuis l’Italie. Le transit et le transport de marchandises restent autorisés. Cette restriction d’entrée est conforme à celle mise en place par le gouvernement italien. Outre protéger la population suisse et préserver les capacités du système de santé du pays, cette mesure permet aussi de renforcer l’efficacité de la réglementation italienne visant à freiner la propagation du virus.
À partir du 13 mars à minuit, l'entrée sur le territoire des États-Unis est interdit à toute personne ayant été, dans les quatorze jours précédents, présente dans l'espace Schengen, espace dont l'Italie fait partie.
Le 13 mars, la Tunisie ferme ses frontières maritimes et aériennes avec l'Italie.

## Mesures

### Mesures sociales

#### 2020: mesures exceptionnelles
Tous les établissements scolaires et les universités du pays ferment leurs portes à partir du 4 mars par décision du conseil des ministres.

##### Quarantaine du 8 mars
Dans la nuit de samedi à dimanche 8 mars, le gouvernement italien a décrété la mise en quarantaine d’une grande partie du nord de l’Italie, au moins jusqu'au 3 avril, allant de Milan à Venise. Outre la Lombardie et sa métropole Milan, le décret concerne une partie de la Vénétie (région de Venise) et de l’Émilie-Romagne (région de Bologne), avec les villes de Parme et Rimini, ainsi que l’est du Piémont (région de Turin). À cette occasion, le Président du Conseil des ministres d'Italie Giuseppe Conte, qui a signé le décret, organise une conférence de presse. Cette zone concerne quinze millions de personnes, soit un quart de la population italienne,. Toutes les stations de ski sont obligées par ordonnance de la Protection civile de fermer à partir du 9 mars.

##### Quarantaine du 10 mars
Tous les rassemblements sont interdits dans tout le pays à partir du 10 mars et le président du Conseil et son gouvernement demandent aux Italiens d'éviter les déplacements. Les Italiens doivent rester à domicile et doivent justifier leur déplacement (le justificatif étant téléchargeable sur Internet) s'il y a lieu, notamment pour les déplacements strictement obligatoires pour le travail, pour des soins de santé ou pour acheter de la nourriture, sous peine d'amende et d'emprisonnement de trois mois. La quarantaine concerne tout le pays, les mariages et les enterrements sont suspendus. Les gares et aéroports restent ouverts, le métro, le bus et le tramway continueront de circuler, mais de nombreuses correspondances sont supprimées et les horaires limités. Le trafic aérien à destination et en provenance de l'Italie est réduit.
Le 11 mars au soir, le gouvernement italien ordonne la fermeture de tous les commerces, à l’exception des magasins de première nécessité (alimentaires et pour la santé).

#### 2021: le Passe sanitaire
L’Italie est le premier pays européen « à obliger les médecins et le personnel soignant des secteurs public et privé à se faire vacciner », sous peine de mutation ou de suspension sans rémunération. 
Le gouvernement de Mario Draghi impose, à partir d'octobre 2021, un passe sanitaire obligatoire pour tous les travailleurs qui doivent présenter à leur employeur une preuve de vaccination ou un test négatif qu'ils auront eux-mêmes payé pour pouvoir travailler. Un mouvement de grève est enclenché pour contester cette mesure.

#### 2022
Le 1er novembre, devant « une pénurie de personnel médical et sanitaire », les soignants non vaccinés sont autorisés à reprendre le travail. Cette mesure – critiquée par le centre-gauche – permettrait à 4 000 soignants de reprendre le travail.

### Mesures thérapeutiques

#### Soins médicamentaux
Le 11 décembre 2020, à la suite d'une pétition de médecins et à l'avis des professeurs Alessandro Capucci, cardiologue, Luigi Cavanna, oncologue hospitalier de Piacenza et du médecin Paola Varese, le 11 décembre 2020, le Conseil d'état italien autorise, par ordonnance, la prescription d'hydroxychloroquine pour la Covid-19 en phase précoce.

#### Vaccins
En janvier 2021 les autorités sanitaires annoncent que le Grad-Cov2, le vaccin développé en Italie par le laboratoire ReiThera, a prouvé son efficacité dans les tests de phase 1 et 49 millions d’euros de fonds publics sont promis à l’entreprise pour les phases suivantes.
La campagne de vaccination est perturbée par des soucis d'approvisionnement en doses. De plus le laboratoire ReiThera voit, en février 2021 son financement public recalé, sans explication, par la Cour des comptes italienne. Sans cet argent, le projet du vaccin “national”  semble compromis.
Fin mars 2021, 10 millions de personnes ont été vaccinées depuis janvier. Le gouvernement rend la vaccination obligatoire pour le personnel soignant. 
En avril 2021 la campagne de vaccination est confiée par le Président du Conseil italien Mario Draghi au général Francesco Paolo Figliuolo, expert de logistique, afin de faire passer de 200 000 injections quotidiennes à 500 000 fin mai. Cet objectif atteint, Figliuolo confirme le lancement de la vaccination de masse « à partir de la fin mai », en vue de l’immunisation de 80 % des Italiens à la fin de septembre 2021.
Selon les chiffres du ministère de la Santé, en octobre 2021, près de 80% de la population italienne de plus de 12 ans est complètement vaccinée.
En avril 2022, la campagne pour la 4e dose de vaccin commence pour les personnes de plus de 80 ans et les personnes fragiles de 60 ans , le ministère de la Santé la conseille "en se basant sur une étude israélienne selon laquelle la 4e dose" chez les personnes âgées de plus de 80 ans "protège quatre fois plus" et trois fois plus pour celles de plus de 60 ans. L'Agence du médicament espère disposer à l'automne d'un vaccin adapté aux nouveaux variants.

## Statistiques

### Courbe épidémique du nombre de cas confirmés d'infection au SARS-CoV-2 actifs
Cette courbe s'obtient en soustrayant au nombre de cas confirmés d'infection au SARS-CoV-2 le nombre de décès ainsi que le nombre de guérisons.
Pour des raisons techniques, il est temporairement impossible d'afficher le graphique qui aurait dû être présenté ici.

### Villes sous quarantaine dès la fin février 2020
| Commune                 | Province             | Région               | Date de début        | Population |
| ----------------------- | -------------------- | -------------------- | -------------------- | ---------- |
| Bertonico               | Lodi                 | Lombardie            | 22 février 2020      | 1 118      |
| Casalpusterlengo        | Lodi                 | Lombardie            | 22 février 2020      | 15 293     |
| Castelgerundo           | Lodi                 | Lombardie            | 22 février 2020      | 1 498      |
| Castiglione d'Adda      | Lodi                 | Lombardie            | 22 février 2020      | 4 646      |
| Codogno                 | Lodi                 | Lombardie            | 22 février 2020      | 15 907     |
| Fombio                  | Lodi                 | Lombardie            | 22 février 2020      | 2 317      |
| Maleo                   | Lodi                 | Lombardie            | 22 février 2020      | 3 098      |
| San Fiorano             | Lodi                 | Lombardie            | 22 février 2020      | 1 839      |
| Somaglia                | Lodi                 | Lombardie            | 22 février 2020      | 3 837      |
| Terranova dei Passerini | Lodi                 | Lombardie            | 22 février 2020      | 927        |
| Vò                      | Padoue               | Vénétie              | 22 février 2020      | 3 305      |
| Total en quarantaine    | Total en quarantaine | Total en quarantaine | Total en quarantaine | 53 785     |

| Région                  | Cas confirmés | Morts  | Guérisons |
| ----------------------- | ------------- | ------ | --------- |
| Lombardie               | 170 526       | 17 357 | 91 763    |
| Émilie-Romagne          | 50 494        | 4 593  | 27 671    |
| Piémont                 | 62 445        | 4 305  | 32 353    |
| Vénétie                 | 49 135        | 2 355  | 25 180    |
| Toscane                 | 36 992        | 1297   | 13 335    |
| Ligurie                 | 25 523        | 1 733  | 16 312    |
| Latium                  | 39 892        | 1158   | 10 788    |
| Marches                 | 12 409        | 1008   | 6 875     |
| Campanie                | 45 782        | 624    | 10 272    |
| Pouilles                | 16 353        | 699    | 6217      |
| Trentin-Haut-Adige      | 15 540        | 736    | 9 116     |
| Sicile                  | 19 033        | 459    | 6386      |
| Frioul-Vénétie Julienne | 9 142         | 382    | 5 028     |
| Abruzzes                | 9 193         | 534    | 3630      |
| Ombrie                  | 8 273         | 114    | 3160      |
| Sardaigne               | 8 526         | 205    | 2973      |
| Vallée d'Aoste          | 2 803         | 157    | 1216      |
| Calabre                 | 4 400         | 111    | 1785      |
| Basilicate              | 1901          | 47     | 670       |
| Molise                  | 1404          | 31     | 674       |
| Total                   | 589 766       | 37 905 | 275 404   |

Pour des raisons techniques, il est temporairement impossible d'afficher le graphique qui aurait dû être présenté ici.

| Cas de COVID-19 recensés en Italie (augmentation journalière en %) | Cas de COVID-19 recensés en Italie (augmentation journalière en %) | Cas de COVID-19 recensés en Italie (augmentation journalière en %) | Cas de COVID-19 recensés en Italie (augmentation journalière en %) | Cas de COVID-19 recensés en Italie (augmentation journalière en %) |
| --- | ------------------------------------------------------------------ | ------------------------------------------------------------------ | ------------------------------------------------------------------ | ------------------------------------------------------------------ |
| Décès Guéris Autres cas Janv Janv Févr Févr Mars Mars Avril Avril Mai Mai Juin Juin Juil Juil Aout Aout Sept Sept Oct Oct Nov Nov |                                                                    |                                                                    |                                                                    |                                                                    |
| Date |                                                                    |                                                                    | Cas totaux                                                         |                                                                    |
| 28 janvier 2020 | 28 janvier 2020                                                    |                                                                    | 2                                                                  | 2                                                                  |
| ⢸ | ⢸                                                                  |                                                                    | ⢸                                                                  | ⢸                                                                  |
| 6 février 2020 | 6 février 2020                                                     |                                                                    | 3 (+50 %)                                                          | 3 (+50 %)                                                          |
| ⢸ | ⢸                                                                  |                                                                    | ⢸                                                                  | ⢸                                                                  |
| 20 février 2020 | 20 février 2020                                                    |                                                                    | 3                                                                  | 3                                                                  |
| 21 février 2020 | 1†                                                                 |                                                                    | 20 (+567 %)                                                        | 20 (+567 %)                                                        |
| 22 février 2020 | 2†                                                                 |                                                                    | 79 (+295 %)                                                        | 79 (+295 %)                                                        |
| 23 février 2020 | 3†                                                                 |                                                                    | 152 (+92 %)                                                        | 152 (+92 %)                                                        |
| 24 février 2020 | 7†                                                                 |                                                                    | 229 (+51 %)                                                        | 229 (+51 %)                                                        |
| 25 février 2020 | 10†                                                                |                                                                    | 322 (+41 %)                                                        | 322 (+41 %)                                                        |
| 26 février 2020 | 12†                                                                |                                                                    | 400 (+24 %)                                                        | 400 (+24 %)                                                        |
| 27 février 2020 | 14†                                                                |                                                                    | 650 (+63 %)                                                        | 650 (+63 %)                                                        |
| 28 février 2020 | 17†                                                                |                                                                    | 888 (+37 %)                                                        | 888 (+37 %)                                                        |
| 29 février 2020 | 21†                                                                |                                                                    | 1 128 (+27 %)                                                      | 1 128 (+27 %)                                                      |
| 1er mars 2020 | 29†                                                                |                                                                    | 1 694 (+50 %)                                                      | 1 694 (+50 %)                                                      |
| 2 mars 2020 | 41†                                                                |                                                                    | 2 036 (+20 %)                                                      | 2 036 (+20 %)                                                      |
| 3 mars 2020 | 79†                                                                |                                                                    | 2 502 (+23 %)                                                      | 2 502 (+23 %)                                                      |
| 4 mars 2020 | 107†                                                               |                                                                    | 3 089 (+23 %)                                                      | 3 089 (+23 %)                                                      |
| 5 mars 2020 | 148†                                                               |                                                                    | 3 858 (+25 %)                                                      | 3 858 (+25 %)                                                      |
| 6 mars 2020 | 197†                                                               |                                                                    | 4 636 (+20 %)                                                      | 4 636 (+20 %)                                                      |
| 7 mars 2020 | 233†                                                               |                                                                    | 5 883 (+27 %)                                                      | 5 883 (+27 %)                                                      |
| 8 mars 2020 | 366†                                                               |                                                                    | 7 375 (+25 %)                                                      | 7 375 (+25 %)                                                      |
| 9 mars 2020 | 463†                                                               |                                                                    | 9 172 (+24 %)                                                      | 9 172 (+24 %)                                                      |
| 10 mars 2020 | 631†                                                               |                                                                    | 10 149 (+11 %)                                                     | 10 149 (+11 %)                                                     |
| Mercredi 11 mars 2020 : Début du confinement |                                                                    |                                                                    |                                                                    |                                                                    |
| 11 mars 2020 | 827†                                                               |                                                                    | 12 464 (+23 %)                                                     | 12 464 (+23 %)                                                     |
| 12 mars 2020 | 1 016†                                                             |                                                                    | 15 113 (+21 %)                                                     | 15 113 (+21 %)                                                     |
| 13 mars 2020 | 1 266†                                                             |                                                                    | 17 660 (+17 %)                                                     | 17 660 (+17 %)                                                     |
| 14 mars 2020 | 1 441†                                                             |                                                                    | 21 157 (+20 %)                                                     | 21 157 (+20 %)                                                     |
| 15 mars 2020 | 1 809†                                                             |                                                                    | 24 747 (+17 %)                                                     | 24 747 (+17 %)                                                     |
| 16 mars 2020 | 2 158†                                                             |                                                                    | 27 980 (+13 %)                                                     | 27 980 (+13 %)                                                     |
| 17 mars 2020 | 2 503†                                                             |                                                                    | 31 506 (+13 %)                                                     | 31 506 (+13 %)                                                     |
| 18 mars 2020 | 2 978†                                                             |                                                                    | 35 713 (+13 %)                                                     | 35 713 (+13 %)                                                     |
| 19 mars 2020 | 3 405†                                                             |                                                                    | 41 035 (+15 %)                                                     | 41 035 (+15 %)                                                     |
| 20 mars 2020 | 4 032†                                                             |                                                                    | 47 021 (+15 %)                                                     | 47 021 (+15 %)                                                     |
| 21 mars 2020 | 4 825†                                                             |                                                                    | 53 578 (+14 %)                                                     | 53 578 (+14 %)                                                     |
| 22 mars 2020 | 5 476†                                                             |                                                                    | 59 138 (+10 %)                                                     | 59 138 (+10 %)                                                     |
| 23 mars 2020 | 6 077†                                                             |                                                                    | 63 927 (+8 %)                                                      | 63 927 (+8 %)                                                      |
| 24 mars 2020 | 6 820†                                                             |                                                                    | 69 176 (+8 %)                                                      | 69 176 (+8 %)                                                      |
| 25 mars 2020 | 7 503†                                                             |                                                                    | 74 386 (+8 %)                                                      | 74 386 (+8 %)                                                      |
| 26 mars 2020 | 8 165†                                                             |                                                                    | 80 539 (+8 %)                                                      | 80 539 (+8 %)                                                      |
| 27 mars 2020 | 9 134†                                                             |                                                                    | 86 498 (+7 %)                                                      | 86 498 (+7 %)                                                      |
| 28 mars 2020 | 10 023†                                                            |                                                                    | 92 472 (+7 %)                                                      | 92 472 (+7 %)                                                      |
| 29 mars 2020 | 10 779†                                                            |                                                                    | 97 689 (+6 %)                                                      | 97 689 (+6 %)                                                      |
| 30 mars 2020 | 11 591†                                                            |                                                                    | 101 739 (+4 %)                                                     | 101 739 (+4 %)                                                     |
| 31 mars 2020 | 12 428†                                                            |                                                                    | 105 792 (+4 %)                                                     | 105 792 (+4 %)                                                     |
| 1er avril 2020 | 13 155†                                                            |                                                                    | 110 574 (+5 %)                                                     | 110 574 (+5 %)                                                     |
| 2 avril 2020 | 13 915†                                                            |                                                                    | 115 242 (+4 %)                                                     | 115 242 (+4 %)                                                     |
| 3 avril 2020 | 14 681†                                                            |                                                                    | 119 827 (+4 %)                                                     | 119 827 (+4 %)                                                     |
| 4 avril 2020 | 15 362†                                                            |                                                                    | 124 632 (+4 %)                                                     | 124 632 (+4 %)                                                     |
| 5 avril 2020 | 15 887†                                                            |                                                                    | 128 948 (+3 %)                                                     | 128 948 (+3 %)                                                     |
| 6 avril 2020 | 16 523†                                                            |                                                                    | 132 547 (+3 %)                                                     | 132 547 (+3 %)                                                     |
| 7 avril 2020 | 17 127†                                                            |                                                                    | 135 586 (+2 %)                                                     | 135 586 (+2 %)                                                     |
| 8 avril 2020 | 17 669†                                                            |                                                                    | 139 422 (+3 %)                                                     | 139 422 (+3 %)                                                     |
| 9 avril 2020 | 18 279†                                                            |                                                                    | 143 626 (+3 %)                                                     | 143 626 (+3 %)                                                     |
| 10 avril 2020 | 18 849†                                                            |                                                                    | 147 577 (+3 %)                                                     | 147 577 (+3 %)                                                     |
| 11 avril 2020 | 19 468†                                                            |                                                                    | 152 271 (+3 %)                                                     | 152 271 (+3 %)                                                     |
| 12 avril 2020 | 19 899†                                                            |                                                                    | 156 363 (+3 %)                                                     | 156 363 (+3 %)                                                     |
| 13 avril 2020 | 20 465†                                                            |                                                                    | 159 516 (+2 %)                                                     | 159 516 (+2 %)                                                     |
| 14 avril 2020 | 21 067†                                                            |                                                                    | 162 488 (+2 %)                                                     | 162 488 (+2 %)                                                     |
| 15 avril 2020 | 21 645†                                                            |                                                                    | 165 155 (+2 %)                                                     | 165 155 (+2 %)                                                     |
| 16 avril 2020 | 22 170†                                                            |                                                                    | 168 941 (+2 %)                                                     | 168 941 (+2 %)                                                     |
| 17 avril 2020 | 22 745†                                                            |                                                                    | 172 434 (+2 %)                                                     | 172 434 (+2 %)                                                     |
| 18 avril 2020 | 23 227†                                                            |                                                                    | 175 925 (+2 %)                                                     | 175 925 (+2 %)                                                     |
| 19 avril 2020 | 23 660†                                                            |                                                                    | 178 972 (+2 %)                                                     | 178 972 (+2 %)                                                     |
| 20 avril 2020 | 24 114†                                                            |                                                                    | 181 228 (+1 %)                                                     | 181 228 (+1 %)                                                     |
| 21 avril 2020 | 24 648†                                                            |                                                                    | 183 957 (+2 %)                                                     | 183 957 (+2 %)                                                     |
| 22 avril 2020 | 25 085†                                                            |                                                                    | 187 327 (+2 %)                                                     | 187 327 (+2 %)                                                     |
| 23 avril 2020 | 25 549†                                                            |                                                                    | 189 973 (+1 %)                                                     | 189 973 (+1 %)                                                     |
| 24 avril 2020 | 25 969†                                                            |                                                                    | 192 994 (+2 %)                                                     | 192 994 (+2 %)                                                     |
| 25 avril 2020 | 26 384†                                                            |                                                                    | 195 351 (+1 %)                                                     | 195 351 (+1 %)                                                     |
| 26 avril 2020 | 26 644†                                                            |                                                                    | 197 675 (+1 %)                                                     | 197 675 (+1 %)                                                     |
| 27 avril 2020 | 26 977†                                                            |                                                                    | 199 414 (+1 %)                                                     | 199 414 (+1 %)                                                     |
| 28 avril 2020 | 27 359†                                                            |                                                                    | 201 505 (+1 %)                                                     | 201 505 (+1 %)                                                     |
| 29 avril 2020 | 27 682†                                                            |                                                                    | 203 591 (+1 %)                                                     | 203 591 (+1 %)                                                     |
| 30 avril 2020 | 27 967†                                                            |                                                                    | 205 463 (+1 %)                                                     | 205 463 (+1 %)                                                     |
| 1er mai 2020 | 28 236†                                                            |                                                                    | 207 428 (+1 %)                                                     | 207 428 (+1 %)                                                     |
| 2 mai 2020 | 28 710†                                                            |                                                                    | 209 328 (+1 %)                                                     | 209 328 (+1 %)                                                     |
| 3 mai 2020 | 28 884†                                                            |                                                                    | 210 717 (+1 %)                                                     | 210 717 (+1 %)                                                     |
| Lundi 4 mai 2020 : Début du déconfinement |                                                                    |                                                                    |                                                                    |                                                                    |
| 4 mai 2020 | 29 079†                                                            |                                                                    | 211 938 (+1 %)                                                     | 211 938 (+1 %)                                                     |
| 5 mai 2020 | 29 315†                                                            |                                                                    | 213 013 (+1 %)                                                     | 213 013 (+1 %)                                                     |
| 6 mai 2020 | 29 684†                                                            |                                                                    | 214 457 (+1 %)                                                     | 214 457 (+1 %)                                                     |
| 7 mai 2020 | 29 958†                                                            |                                                                    | 215 858 (+1 %)                                                     | 215 858 (+1 %)                                                     |
| 8 mai 2020 | 30 201†                                                            |                                                                    | 217 185 (+1 %)                                                     | 217 185 (+1 %)                                                     |
| 9 mai 2020 | 30 395†                                                            |                                                                    | 218 268 (+0 %)                                                     | 218 268 (+0 %)                                                     |
| 10 mai 2020 | 30 560†                                                            |                                                                    | 219 070 (+0 %)                                                     | 219 070 (+0 %)                                                     |
| 11 mai 2020 | 30 739†                                                            |                                                                    | 219 814 (+0 %)                                                     | 219 814 (+0 %)                                                     |
| 12 mai 2020 | 30 911†                                                            |                                                                    | 221 216 (+1 %)                                                     | 221 216 (+1 %)                                                     |
| 13 mai 2020 | 31 106†                                                            |                                                                    | 222 104 (+0 %)                                                     | 222 104 (+0 %)                                                     |
| 14 mai 2020 | 31 368†                                                            |                                                                    | 223 096 (+0 %)                                                     | 223 096 (+0 %)                                                     |
| 15 mai 2020 | 31 610†                                                            |                                                                    | 223 885 (+0 %)                                                     | 223 885 (+0 %)                                                     |
| 16 mai 2020 | 31 763†                                                            |                                                                    | 224 760 (+0 %)                                                     | 224 760 (+0 %)                                                     |
| 17 mai 2020 | 31 908†                                                            |                                                                    | 225 435 (+0 %)                                                     | 225 435 (+0 %)                                                     |
| 18 mai 2020 | 32 007†                                                            |                                                                    | 225 886 (+0 %)                                                     | 225 886 (+0 %)                                                     |
| 19 mai 2020 | 32 169†                                                            |                                                                    | 226 699 (+0 %)                                                     | 226 699 (+0 %)                                                     |
| 20 mai 2020 | 32 330†                                                            |                                                                    | 227 364 (+0 %)                                                     | 227 364 (+0 %)                                                     |
| 21 mai 2020 | 32 486†                                                            |                                                                    | 228 006 (+0 %)                                                     | 228 006 (+0 %)                                                     |
| 22 mai 2020 | 32 616†                                                            |                                                                    | 228 658 (+0 %)                                                     | 228 658 (+0 %)                                                     |
| 23 mai 2020 | 32 735†                                                            |                                                                    | 229 327 (+0 %)                                                     | 229 327 (+0 %)                                                     |
| 24 mai 2020 | 32 785†                                                            |                                                                    | 229 858 (+0 %)                                                     | 229 858 (+0 %)                                                     |
| 25 mai 2020 | 32 877†                                                            |                                                                    | 230 158 (+0 %)                                                     | 230 158 (+0 %)                                                     |
| 26 mai 2020 | 32 955†                                                            |                                                                    | 230 555 (+0 %)                                                     | 230 555 (+0 %)                                                     |
| 27 mai 2020 | 33 072†                                                            |                                                                    | 231 139 (+0 %)                                                     | 231 139 (+0 %)                                                     |
| 28 mai 2020 | 33 142†                                                            |                                                                    | 231 732 (+0 %)                                                     | 231 732 (+0 %)                                                     |
| 29 mai 2020 | 33 229†                                                            |                                                                    | 232 248 (+0 %)                                                     | 232 248 (+0 %)                                                     |
| 30 mai 2020 | 33 340†                                                            |                                                                    | 232 664 (+0 %)                                                     | 232 664 (+0 %)                                                     |
| 31 mai 2020 | 33 415†                                                            |                                                                    | 232 997 (+0 %)                                                     | 232 997 (+0 %)                                                     |
| 1er juin 2020 | 33 475†                                                            |                                                                    | 233 197 (+200)                                                     | 233 197 (+200)                                                     |
| 2 juin 2020 | 33 530†                                                            |                                                                    | 233 515 (+318)                                                     | 233 515 (+318)                                                     |
| 3 juin 2020 | 33 601†                                                            |                                                                    | 233 836 (+321)                                                     | 233 836 (+321)                                                     |
| 4 juin 2020 | 33 689†                                                            |                                                                    | 234 013 (+177)                                                     | 234 013 (+177)                                                     |
| 5 juin 2020 | 33 774†                                                            |                                                                    | 234 531 (+518)                                                     | 234 531 (+518)                                                     |
| 6 juin 2020 | 33 846†                                                            |                                                                    | 234 801 (+270)                                                     | 234 801 (+270)                                                     |
| 7 juin 2020 | 33 899†                                                            |                                                                    | 234 998 (+197)                                                     | 234 998 (+197)                                                     |
| 8 juin 2020 | 33 964†                                                            |                                                                    | 235 278 (+280)                                                     | 235 278 (+280)                                                     |
| 9 juin 2020 | 34 043†                                                            |                                                                    | 235 561 (+283)                                                     | 235 561 (+283)                                                     |
| 10 juin 2020 | 34 114†                                                            |                                                                    | 235 763 (+202)                                                     | 235 763 (+202)                                                     |
| 11 juin 2020 | 34 167†                                                            |                                                                    | 236 142 (+379)                                                     | 236 142 (+379)                                                     |
| 12 juin 2020 | 34 223†                                                            |                                                                    | 236 305 (+163)                                                     | 236 305 (+163)                                                     |
| 13 juin 2020 | 34 301†                                                            |                                                                    | 236 651 (+346)                                                     | 236 651 (+346)                                                     |
| 14 juin 2020 | 34 345†                                                            |                                                                    | 236 989 (+338)                                                     | 236 989 (+338)                                                     |
| 15 juin 2020 | 34 371†                                                            |                                                                    | 237 290 (+301)                                                     | 237 290 (+301)                                                     |
| 16 juin 2020 | 34 405†                                                            |                                                                    | 237 500 (+210)                                                     | 237 500 (+210)                                                     |
| 17 juin 2020 | 34 448†                                                            |                                                                    | 237 828 (+328)                                                     | 237 828 (+328)                                                     |
| 18 juin 2020 | 34 514†                                                            |                                                                    | 238 159 (+331)                                                     | 238 159 (+331)                                                     |
| 19 juin 2020 | 34 561†                                                            |                                                                    | 238 011 (−148)                                                     | 238 011 (−148)                                                     |
| 20 juin 2020 | 34 610†                                                            |                                                                    | 238 275 (+264)                                                     | 238 275 (+264)                                                     |
| 21 juin 2020 | 34 634†                                                            |                                                                    | 238 499 (+224)                                                     | 238 499 (+224)                                                     |
| 22 juin 2020 | 34 657†                                                            |                                                                    | 238 720 (+221)                                                     | 238 720 (+221)                                                     |
| 23 juin 2020 | 34 675†                                                            |                                                                    | 238 833 (+113)                                                     | 238 833 (+113)                                                     |
| 24 juin 2020 | 34 644†                                                            |                                                                    | 239 410 (+577)                                                     | 239 410 (+577)                                                     |
| 25 juin 2020 | 34 678†                                                            |                                                                    | 239 706 (+296)                                                     | 239 706 (+296)                                                     |
| 26 juin 2020 | 34 708†                                                            |                                                                    | 239 961 (+255)                                                     | 239 961 (+255)                                                     |
| 27 juin 2020 | 34 716†                                                            |                                                                    | 240 136 (+175)                                                     | 240 136 (+175)                                                     |
| 28 juin 2020 | 34 738†                                                            |                                                                    | 240 310 (+174)                                                     | 240 310 (+174)                                                     |
| 29 juin 2020 | 34 744†                                                            |                                                                    | 240 436 (+126)                                                     | 240 436 (+126)                                                     |
| 30 juin 2020 | 34 767†                                                            |                                                                    | 240 578 (+142)                                                     | 240 578 (+142)                                                     |
| 1er juillet 2020 | 34 788†                                                            |                                                                    | 240 760 (+182)                                                     | 240 760 (+182)                                                     |
| 2 juillet 2020 | 34 818†                                                            |                                                                    | 240 961 (+201)                                                     | 240 961 (+201)                                                     |
| 3 juillet 2020 | 34 833†                                                            |                                                                    | 241 184 (+223)                                                     | 241 184 (+223)                                                     |
| 4 juillet 2020 | 34 854†                                                            |                                                                    | 241 419 (+235)                                                     | 241 419 (+235)                                                     |
| 5 juillet 2020 | 34 861†                                                            |                                                                    | 241 611 (+192)                                                     | 241 611 (+192)                                                     |
| 6 juillet 2020 | 34 869†                                                            |                                                                    | 241 819 (+208)                                                     | 241 819 (+208)                                                     |
| 7 juillet 2020 | 34 899†                                                            |                                                                    | 241 956 (+137)                                                     | 241 956 (+137)                                                     |
| 8 juillet 2020 | 34 914†                                                            |                                                                    | 242 149 (+193)                                                     | 242 149 (+193)                                                     |
| 9 juillet 2020 | 34 926†                                                            |                                                                    | 242 363 (+214)                                                     | 242 363 (+214)                                                     |
| 10 juillet 2020 | 34 938†                                                            |                                                                    | 242 639 (+276)                                                     | 242 639 (+276)                                                     |
| 11 juillet 2020 | 34 945†                                                            |                                                                    | 242 827 (+188)                                                     | 242 827 (+188)                                                     |
| 12 juillet 2020 | 34 954†                                                            |                                                                    | 243 061 (+234)                                                     | 243 061 (+234)                                                     |
| 13 juillet 2020 | 34 967†                                                            |                                                                    | 243 230 (+169)                                                     | 243 230 (+169)                                                     |
| 14 juillet 2020 | 34 984†                                                            |                                                                    | 243 344 (+114)                                                     | 243 344 (+114)                                                     |
| 15 juillet 2020 | 34 997†                                                            |                                                                    | 243 506 (+162)                                                     | 243 506 (+162)                                                     |
| 16 juillet 2020 | 35 017†                                                            |                                                                    | 243 736 (+230)                                                     | 243 736 (+230)                                                     |
| 17 juillet 2020 | 35 028†                                                            |                                                                    | 243 967 (+231)                                                     | 243 967 (+231)                                                     |
| 18 juillet 2020 | 35 042†                                                            |                                                                    | 244 216 (+249)                                                     | 244 216 (+249)                                                     |
| 19 juillet 2020 | 35 045†                                                            |                                                                    | 244 434 (+218)                                                     | 244 434 (+218)                                                     |
| 20 juillet 2020 | 35 058†                                                            |                                                                    | 244 624 (+190)                                                     | 244 624 (+190)                                                     |
| 21 juillet 2020 | 35 073†                                                            |                                                                    | 244 752 (+128)                                                     | 244 752 (+128)                                                     |
| 22 juillet 2020 | 35 082†                                                            |                                                                    | 245 032 (+280)                                                     | 245 032 (+280)                                                     |
| 23 juillet 2020 | 35 092†                                                            |                                                                    | 245 338 (+306)                                                     | 245 338 (+306)                                                     |
| 24 juillet 2020 | 35 097†                                                            |                                                                    | 245 590 (+252)                                                     | 245 590 (+252)                                                     |
| 25 juillet 2020 | 35 102†                                                            |                                                                    | 245 864 (+274)                                                     | 245 864 (+274)                                                     |
| 26 juillet 2020 | 35 107†                                                            |                                                                    | 246 118 (+254)                                                     | 246 118 (+254)                                                     |
| 27 juillet 2020 | 35 112†                                                            |                                                                    | 246 286 (+168)                                                     | 246 286 (+168)                                                     |
| 28 juillet 2020 | 35 123†                                                            |                                                                    | 246 488 (+202)                                                     | 246 488 (+202)                                                     |
| 29 juillet 2020 | 35 129†                                                            |                                                                    | 246 776 (+288)                                                     | 246 776 (+288)                                                     |
| 30 juillet 2020 | 35 132†                                                            |                                                                    | 247 158 (+382)                                                     | 247 158 (+382)                                                     |
| 31 juillet 2020 | 35 141†                                                            |                                                                    | 247 537 (+379)                                                     | 247 537 (+379)                                                     |
| 1er août 2020 | 35 146†                                                            |                                                                    | 247 832 (+295)                                                     | 247 832 (+295)                                                     |
| 2 août 2020 | 35 154†                                                            |                                                                    | 248 070 (+238)                                                     | 248 070 (+238)                                                     |
| 3 août 2020 | 35 166†                                                            |                                                                    | 248 229 (+159)                                                     | 248 229 (+159)                                                     |
| 4 août 2020 | 35 171†                                                            |                                                                    | 248 419 (+190)                                                     | 248 419 (+190)                                                     |
| 5 août 2020 | 35 181†                                                            |                                                                    | 248 803 (+384)                                                     | 248 803 (+384)                                                     |
| 6 août 2020 | 35 187†                                                            |                                                                    | 249 204 (+401)                                                     | 249 204 (+401)                                                     |
| 7 août 2020 | 35 190†                                                            |                                                                    | 249 756 (+552)                                                     | 249 756 (+552)                                                     |
| 8 août 2020 | 35 203†                                                            |                                                                    | 250 103 (+347)                                                     | 250 103 (+347)                                                     |
| 9 août 2020 | 35 205†                                                            |                                                                    | 250 566 (+463)                                                     | 250 566 (+463)                                                     |
| 10 août 2020 | 35 209†                                                            |                                                                    | 250 825 (+259)                                                     | 250 825 (+259)                                                     |
| 11 août 2020 | 35 215†                                                            |                                                                    | 251 237 (+412)                                                     | 251 237 (+412)                                                     |
| 12 août 2020 | 35 225†                                                            |                                                                    | 251 713 (+476)                                                     | 251 713 (+476)                                                     |
| 13 août 2020 | 35 231†                                                            |                                                                    | 252 235 (+522)                                                     | 252 235 (+522)                                                     |
| 14 août 2020 | 35 234†                                                            |                                                                    | 252 809 (+574)                                                     | 252 809 (+574)                                                     |
| 15 août 2020 | 35 392†                                                            |                                                                    | 253 438 (+629)                                                     | 253 438 (+629)                                                     |
| 16 août 2020 | 35 396†                                                            |                                                                    | 253 915 (+477)                                                     | 253 915 (+477)                                                     |
| 17 août 2020 | 35 400†                                                            |                                                                    | 254 235 (+320)                                                     | 254 235 (+320)                                                     |
| 18 août 2020 | 35 405†                                                            |                                                                    | 254 636 (+401)                                                     | 254 636 (+401)                                                     |
| 19 août 2020 | 35 412†                                                            |                                                                    | 255 278 (+642)                                                     | 255 278 (+642)                                                     |
| 20 août 2020 | 35 418†                                                            |                                                                    | 256 118 (+840)                                                     | 256 118 (+840)                                                     |
| 21 août 2020 | 35 427†                                                            |                                                                    | 257 065 (+947)                                                     | 257 065 (+947)                                                     |
| 22 août 2020 | 35 430†                                                            |                                                                    | 258 136 (+1 071)                                                   | 258 136 (+1 071)                                                   |
| 23 août 2020 | 35 437†                                                            |                                                                    | 259 345 (+1 209)                                                   | 259 345 (+1 209)                                                   |
| 24 août 2020 | 35 441†                                                            |                                                                    | 260 298 (+953)                                                     | 260 298 (+953)                                                     |
| 25 août 2020 | 35 445†                                                            |                                                                    | 261 174 (+876)                                                     | 261 174 (+876)                                                     |
| 26 août 2020 | 35 458†                                                            |                                                                    | 262 540 (+1 366)                                                   | 262 540 (+1 366)                                                   |
| 27 août 2020 | 35 463†                                                            |                                                                    | 263 949 (+1 409)                                                   | 263 949 (+1 409)                                                   |
| 28 août 2020 | 35 472†                                                            |                                                                    | 265 409 (+1 460)                                                   | 265 409 (+1 460)                                                   |
| 29 août 2020 | 35 473†                                                            |                                                                    | 266 853 (+1 444)                                                   | 266 853 (+1 444)                                                   |
| 30 août 2020 | 35 477†                                                            |                                                                    | 268 218 (+1 365)                                                   | 268 218 (+1 365)                                                   |
| 31 août 2020 | 35 483†                                                            |                                                                    | 269 214 (+996)                                                     | 269 214 (+996)                                                     |
| 1er septembre 2020 | 35 491†                                                            |                                                                    | 270 189 (+975)                                                     | 270 189 (+975)                                                     |
| 2 septembre 2020 | 35 497†                                                            |                                                                    | 271 515 (+1 326)                                                   | 271 515 (+1 326)                                                   |
| 3 septembre 2020 | 35 507†                                                            |                                                                    | 272 912 (+1 397)                                                   | 272 912 (+1 397)                                                   |
| 4 septembre 2020 | 35 518†                                                            |                                                                    | 274 644 (+1 732)                                                   | 274 644 (+1 732)                                                   |
| 5 septembre 2020 | 35 533†                                                            |                                                                    | 276 337 (+1 693)                                                   | 276 337 (+1 693)                                                   |
| 6 septembre 2020 | 35 541†                                                            |                                                                    | 277 634 (+1 297)                                                   | 277 634 (+1 297)                                                   |
| 7 septembre 2020 | 35 553†                                                            |                                                                    | 278 784 (+1 150)                                                   | 278 784 (+1 150)                                                   |
| 8 septembre 2020 | 35 563†                                                            |                                                                    | 280 153 (+1 369)                                                   | 280 153 (+1 369)                                                   |
| 9 septembre 2020 | 35 577†                                                            |                                                                    | 281 583 (+1 430)                                                   | 281 583 (+1 430)                                                   |
| 10 septembre 2020 | 35 587†                                                            |                                                                    | 283 180 (+1 597)                                                   | 283 180 (+1 597)                                                   |
| 11 septembre 2020 | 35 597†                                                            |                                                                    | 284 796 (+1 616)                                                   | 284 796 (+1 616)                                                   |
| 12 septembre 2020 | 35 603†                                                            |                                                                    | 286 297 (+1 501)                                                   | 286 297 (+1 501)                                                   |
| 13 septembre 2020 | 35 610†                                                            |                                                                    | 287 753 (+1 456)                                                   | 287 753 (+1 456)                                                   |
| 14 septembre 2020 | 35 624†                                                            |                                                                    | 288 761 (+1 008)                                                   | 288 761 (+1 008)                                                   |
| 15 septembre 2020 | 35 633†                                                            |                                                                    | 289 990 (+1 229)                                                   | 289 990 (+1 229)                                                   |
| 16 septembre 2020 | 35 645†                                                            |                                                                    | 291 442 (+1 452)                                                   | 291 442 (+1 452)                                                   |
| 17 septembre 2020 | 35 658†                                                            |                                                                    | 293 025 (+1 583)                                                   | 293 025 (+1 583)                                                   |
| 18 septembre 2020 | 35 668†                                                            |                                                                    | 294 932 (+1 907)                                                   | 294 932 (+1 907)                                                   |
| 19 septembre 2020 | 35 692†                                                            |                                                                    | 296 569 (+1 637)                                                   | 296 569 (+1 637)                                                   |
| 20 septembre 2020 | 35 707†                                                            |                                                                    | 298 156 (+1 587)                                                   | 298 156 (+1 587)                                                   |
| 21 septembre 2020 | 35 724†                                                            |                                                                    | 299 506 (+1 350)                                                   | 299 506 (+1 350)                                                   |
| 22 septembre 2020 | 35 738†                                                            |                                                                    | 300 897 (+1 391)                                                   | 300 897 (+1 391)                                                   |
| 23 septembre 2020 | 35 758†                                                            |                                                                    | 302 537 (+1 640)                                                   | 302 537 (+1 640)                                                   |
| 24 septembre 2020 | 35 781†                                                            |                                                                    | 304 323 (+1 786)                                                   | 304 323 (+1 786)                                                   |
| 25 septembre 2020 | 35 801†                                                            |                                                                    | 306 235 (+1 912)                                                   | 306 235 (+1 912)                                                   |
| 26 septembre 2020 | 35 818†                                                            |                                                                    | 308 104 (+1 869)                                                   | 308 104 (+1 869)                                                   |
| 27 septembre 2020 | 35 835†                                                            |                                                                    | 309 870 (+1 766)                                                   | 309 870 (+1 766)                                                   |
| 28 septembre 2020 | 35 851†                                                            |                                                                    | 311 364 (+1 494)                                                   | 311 364 (+1 494)                                                   |
| 29 septembre 2020 | 35 875†                                                            |                                                                    | 313 011 (+1 647)                                                   | 313 011 (+1 647)                                                   |
| 30 septembre 2020 | 35 894†                                                            |                                                                    | 314 861 (+1 850)                                                   | 314 861 (+1 850)                                                   |
| 1er octobre 2020 | 35 918†                                                            |                                                                    | 317 409 (+2 548)                                                   | 317 409 (+2 548)                                                   |
| 2 octobre 2020 | 35 941†                                                            |                                                                    | 319 908 (+2 499)                                                   | 319 908 (+2 499)                                                   |
| 3 octobre 2020 | 35 968†                                                            |                                                                    | 322 751 (+1 %)                                                     | 322 751 (+1 %)                                                     |
| 4 octobre 2020 | 35 986†                                                            |                                                                    | 325 329 (+1 %)                                                     | 325 329 (+1 %)                                                     |
| 5 octobre 2020 | 36 002†                                                            |                                                                    | 327 586 (+1 %)                                                     | 327 586 (+1 %)                                                     |
| 6 octobre 2020 | 36 030†                                                            |                                                                    | 330 263 (+1 %)                                                     | 330 263 (+1 %)                                                     |
| 7 octobre 2020 | 36 061†                                                            |                                                                    | 333 940 (+1 %)                                                     | 333 940 (+1 %)                                                     |
| 8 octobre 2020 | 36 083†                                                            |                                                                    | 338 398 (+1 %)                                                     | 338 398 (+1 %)                                                     |
| 9 octobre 2020 | 36 111†                                                            |                                                                    | 343 770 (+2 %)                                                     | 343 770 (+2 %)                                                     |
| 10 octobre 2020 | 36 140†                                                            |                                                                    | 349 494 (+2 %)                                                     | 349 494 (+2 %)                                                     |
| 11 octobre 2020 | 36 166†                                                            |                                                                    | 354 950 (+2 %)                                                     | 354 950 (+2 %)                                                     |
| 12 octobre 2020 | 36 205†                                                            |                                                                    | 359 569 (+1 %)                                                     | 359 569 (+1 %)                                                     |
| 13 octobre 2020 | 36 246†                                                            |                                                                    | 365 467 (+2 %)                                                     | 365 467 (+2 %)                                                     |
| 14 octobre 2020 | 36 289†                                                            |                                                                    | 372 799 (+2 %)                                                     | 372 799 (+2 %)                                                     |
| 15 octobre 2020 | 36 372†                                                            |                                                                    | 381 602 (+2 %)                                                     | 381 602 (+2 %)                                                     |
| 16 octobre 2020 | 36 427†                                                            |                                                                    | 391 611 (+3 %)                                                     | 391 611 (+3 %)                                                     |
| 17 octobre 2020 | 36 474†                                                            |                                                                    | 402 536 (+3 %)                                                     | 402 536 (+3 %)                                                     |
| 18 octobre 2020 | 36 543†                                                            |                                                                    | 414 241 (+3 %)                                                     | 414 241 (+3 %)                                                     |
| 19 octobre 2020 | 36 616†                                                            |                                                                    | 423 578 (+2 %)                                                     | 423 578 (+2 %)                                                     |
| 20 octobre 2020 | 36 705†                                                            |                                                                    | 434 449 (+3 %)                                                     | 434 449 (+3 %)                                                     |
| 21 octobre 2020 | 36 832†                                                            |                                                                    | 449 648 (+3 %)                                                     | 449 648 (+3 %)                                                     |
| 22 octobre 2020 | 36 968†                                                            |                                                                    | 465 726 (+4 %)                                                     | 465 726 (+4 %)                                                     |
| 23 octobre 2020 | 37 059†                                                            |                                                                    | 484 869 (+4 %)                                                     | 484 869 (+4 %)                                                     |
| 24 octobre 2020 | 37 210†                                                            |                                                                    | 504 509 (+4 %)                                                     | 504 509 (+4 %)                                                     |
| 25 octobre 2020 | 37 338†                                                            |                                                                    | 525 782 (+4 %)                                                     | 525 782 (+4 %)                                                     |
| 26 octobre 2020 | 37 479†                                                            |                                                                    | 542 789 (+3 %)                                                     | 542 789 (+3 %)                                                     |
| 27 octobre 2020 | 37 700†                                                            |                                                                    | 564 778 (+4 %)                                                     | 564 778 (+4 %)                                                     |
| 28 octobre 2020 | 37 905†                                                            |                                                                    | 589 766 (+4 %)                                                     | 589 766 (+4 %)                                                     |
| 29 octobre 2020 | 38 122†                                                            |                                                                    | 616 595 (+5 %)                                                     | 616 595 (+5 %)                                                     |
| 30 octobre 2020 | 38 321†                                                            |                                                                    | 647 674 (+5 %)                                                     | 647 674 (+5 %)                                                     |
| 31 octobre 2020 | 38 618†                                                            |                                                                    | 679 430 (+5 %)                                                     | 679 430 (+5 %)                                                     |
| 1er novembre 2020 | 38 826†                                                            |                                                                    | 709 335 (+4 %)                                                     | 709 335 (+4 %)                                                     |
| 2 novembre 2020 | 39 059†                                                            |                                                                    | 731 588 (+3 %)                                                     | 731 588 (+3 %)                                                     |
| 3 novembre 2020 | 39 412†                                                            |                                                                    | 759 829 (+4 %)                                                     | 759 829 (+4 %)                                                     |
| 4 novembre 2020 | 39 764†                                                            |                                                                    | 790 377 (+4 %)                                                     | 790 377 (+4 %)                                                     |
| 5 novembre 2020 | 40 192†                                                            |                                                                    | 824 879 (+4 %)                                                     | 824 879 (+4 %)                                                     |
| 6 novembre 2020 | 40 638†                                                            |                                                                    | 862 681 (+5 %)                                                     | 862 681 (+5 %)                                                     |
| 7 novembre 2020 | 41 063†                                                            |                                                                    | 902 490 (+5 %)                                                     | 902 490 (+5 %)                                                     |
| 8 novembre 2020 | 41 394†                                                            |                                                                    | 935 104 (+4 %)                                                     | 935 104 (+4 %)                                                     |
| 9 novembre 2020 | 41 750†                                                            |                                                                    | 960 373 (+3 %)                                                     | 960 373 (+3 %)                                                     |
| 10 novembre 2020 | 42 330†                                                            |                                                                    | 995 463 (+4 %)                                                     | 995 463 (+4 %)                                                     |
| 11 novembre 2020 | 42 953†                                                            |                                                                    | 1 028 424 (+3 %)                                                   | 1 028 424 (+3 %)                                                   |
| 12 novembre 2020 | 43 589†                                                            |                                                                    | 1 066 401 (+4 %)                                                   | 1 066 401 (+4 %)                                                   |
| 13 novembre 2020 | 44 139†                                                            |                                                                    | 1 107 303 (+4 %)                                                   | 1 107 303 (+4 %)                                                   |
| 14 novembre 2020 | 44 683†                                                            |                                                                    | 1 144 552 (+3 %)                                                   | 1 144 552 (+3 %)                                                   |
| 15 novembre 2020 | 45 229†                                                            |                                                                    | 1 178 529 (+3 %)                                                   | 1 178 529 (+3 %)                                                   |
| Source : rapport quotidien de la protection civile italienne (données à 18 h à partir du 24 février), puis graphique mis à jour quotidiennement peu après 18 h à partir du 8 mars 2020. * Nombre total de cas : morts, guéris et malades ; augmentation journalière en pourcentage. † Nombre de morts. Par défaut, affichage des données des seuls lundis. v · m |                                                                    |                                                                    |                                                                    |                                                                    |

Nombre de nouveaux cas de Covid-19 recensés par jour en Italie
Cumul du nombre de cas : 195 351 (au 25 avril) 
Pour des raisons techniques, il est temporairement impossible d'afficher le graphique qui aurait dû être présenté ici.

Nombre de nouveaux décès de Covid-19 recensés par jour en Italie
Cumul du nombre de décès : 26 384 (au 25 avril) 
Pour des raisons techniques, il est temporairement impossible d'afficher le graphique qui aurait dû être présenté ici.